# 藤沢市
藤沢市（ふじさわし）は、神奈川県の東南部に位置する市。湘南地域の最東端に位置し、横浜地域及び横須賀三浦地域に接する。

## 概要

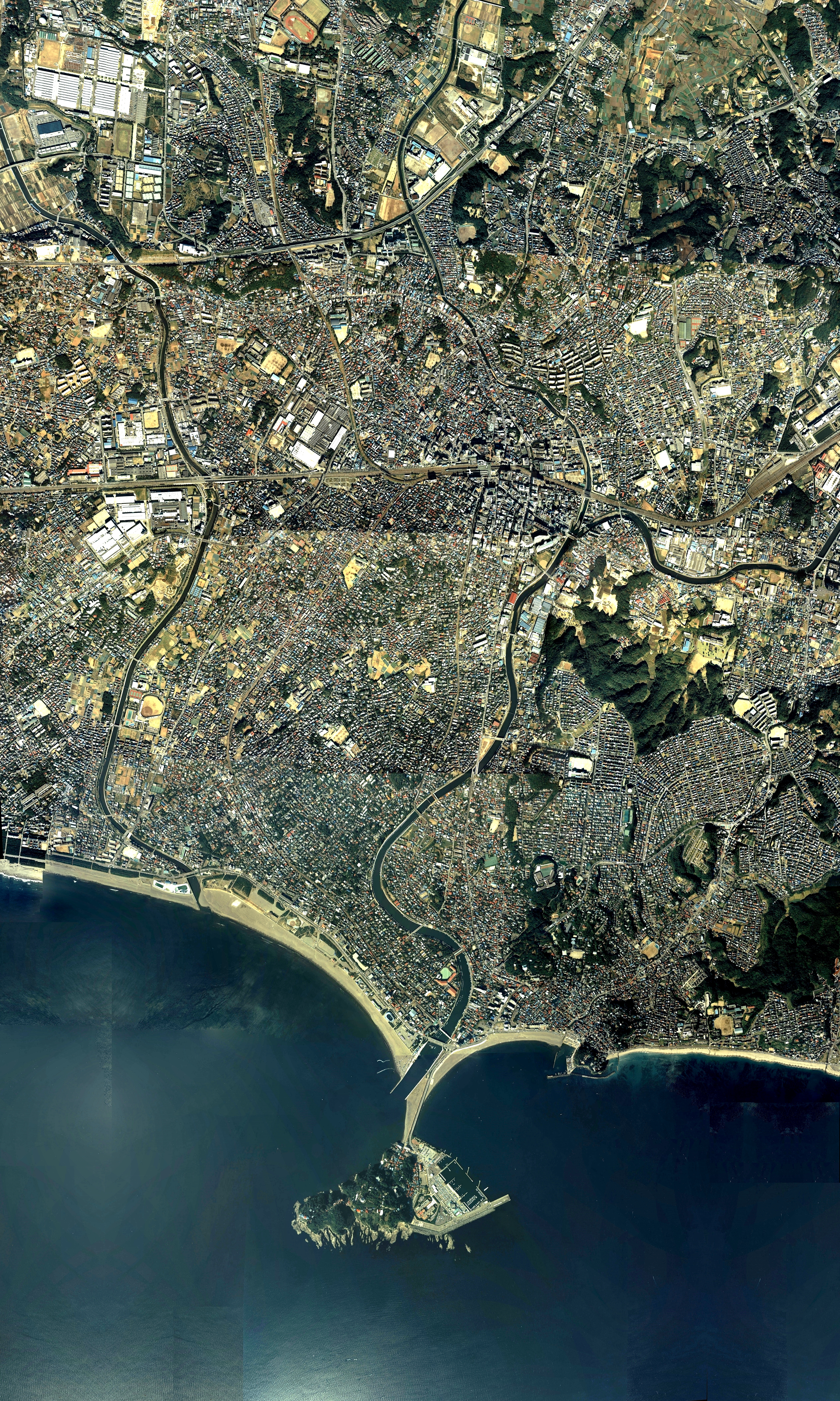
藤沢市中心部周辺の空中写真。市域最南部に江の島。1988年撮影の23枚を合成作成。
。

1940年（昭和15年）10月1日市制施行。保健所政令市に指定されている。住宅・観光・産業・文教都市、景観行政団体。全国的に有名な江の島、片瀬・鵠沼・辻堂海岸を有し観光都市としての性格も併せ持つ。温暖かつ穏やかな気候を求める人々やサーフィンなどマリンスポーツ愛好者など、良好な自然・住・教育環境を求める人等により第二次世界大戦前より人口が増加し続けている。
神奈川県の行政区域では湘南に含まれるが、東京・横浜のベッドタウンとしての性質が強い。JR、私鉄（小田急・相鉄・江ノ電）、地下鉄（横浜市営地下鉄）、モノレール（湘南モノレール）の駅が存在し、利便性が比較的高い。このため、他の湘南エリアよりも海から遠い内陸部の人口比率が高く、人口は約44万人となっている。
江戸時代には鎌倉仏教の一つである時宗総本山である清浄光寺（遊行寺）の門前町として、東海道の6番目の宿場町である藤沢宿、また江ノ島詣の足場として栄え、その姿は歌川広重の東海道五十三次にも描かれている。
明治時代-第二次世界大戦の間、気候も温暖であることから、南部の鵠沼・片瀬地区は明治時代中期より日本初の計画別荘地として開発され、大正期以降、皇族や政治家、数多くの学者や文化人などが居を構えた事で、別荘地・保養地・避暑地として発達し、芥川龍之介、武者小路実篤、岸田劉生ら多くの文化人の創作活動の場となった。第二次世界大戦時は艦船・地上基地のレーダー技術者養成として、海軍電測学校が市内に開かれた。また、航空用電波兵器・光学兵器整備訓練教育を実施する藤沢海軍航空隊が開隊され、藤沢空と電測学校の連携を図った。
第二次世界大戦後は東京のベッドタウン化が進み人口が急増すると共に、JR（東海道線〈湘南新宿ライン・上野東京ライン〉）、小田急（江ノ島線）、江ノ電の3つの鉄道が集まる藤沢駅を中心に商業施設が集積している。また、慶應義塾大学（湘南藤沢キャンパス（SFC））をはじめ、湘南工科大学（湘南キャンパス）、多摩大学（湘南キャンパス）、日本大学（湘南キャンパス）を有する文教都市でもある。市民の自主的な文化活動も活発で、1951年には「藤沢市展」が発足し、1973年には全国初の市民オペラ「藤沢市民オペラ」が開催され、今日まで続いている。さらに1992年から藤沢オペラコンクールもスタートし、若手オペラ歌手の登竜門に位置づけられるようになった。一方で市内には博物館・美術館を名乗る施設こそないものの、蒐集品展示施設としては1974年開設の藤沢市文書館（市町村レベルでは日本初）や湘南台文化センター子ども館、2016年開設の藤澤浮世絵館があり、博物館の性質が強い施設としては県営の交通展示館（辻堂海浜公園内）、民営のいすゞプラザが挙げられる。
市の南部に位置する鵠沼海岸は、古くより海水浴場が開かれ、現在は片瀬西浜・鵠沼海水浴場として年間来客数300万人を超す日本一の海水浴場として知られ、日本におけるサーフィン（諸説あり）・ビーチバレー発祥の地である。片瀬東浜海水浴場は、明治初期から外国人による海水浴が行われた伝統を持つ。また、江の島は源頼朝祈願により祀られた江ノ島弁財天の参詣地として賑わい、1964年開催の東京オリンピックではヨット競技会場（湘南港）に選ばれ、また、2021年開催の東京オリンピックでもセーリング競技が開催された。現在でも夏季や初詣時期以外においても年間を通じ約1,200万人もの観光客を集める湘南随一の観光地である。市の海岸部（片瀬・鵠沼・辻堂海岸、江の島）はヨット、サーフィン、ボードセーリング、ビーチバレー等マリンスポーツ、海水浴、釣り、ビーチコーミング、新江ノ島水族館等の一大マリンリゾート地であり、アメリカ・フロリダ州マイアミビーチ市と姉妹都市となっていることから「東洋のマイアミビーチ」と度々称される。
市北部は湘南台を中心とした地域である。湘南台駅が小田急江ノ島線・相鉄いずみ野線・横浜市営地下鉄ブルーライン）の3路線が接続しており、その利便性から乗換駅として、また慶應義塾大学湘南藤沢キャンパス（SFC）の玄関口として発展している。また、いすゞ自動車のマザー工場である藤沢工場をはじめとする大規模製造工場と関連工場がある。ちなみに藤沢市の工業は製造品出荷額等において神奈川県下では横浜市、川崎市に次ぐ第3位である。
一方南部JR東海道線沿線に進出していた関東特殊製鋼や武田薬品工業（2006年3月）など撤退があった。このため、産業・工業都市としての再興政策を積極的に行い、関東特殊製鋼跡地は辻堂駅前と言う立地条件を生かしてを整備する湘南C-Xプロジェクト（テラスモール湘南）などの振興策を開始し、武田薬品工業の自社工場跡地は2018年4月に湘南ヘルスイノベーションパーク (湘南アイパーク)となった。また、2009年までに撤退が完了している辻堂元町のパナソニック関連工場跡地では、太陽光発電や家庭用蓄電池などを大規模に配備した新しい街を作る「Fujisawa サスティナブル・スマートタウン（Fujisawa SST）構想」が発表され、2014年に街開き（一部完成）を迎えた。

## 地理
神奈川県のほぼ中央南に所在し、相模湾に面している。旧東海道より南側は湘南砂丘地帯と呼ばれる海岸平野で、北側は相模野台地及び高座丘陵となっているが境川および引地川からの起伏は大きくない。南東部は片瀬山と呼ばれる三浦丘陵の西端部となり、その一部は孤立して江の島となる。江の島は市の最南部。
- 川 - 目久尻川、小出川、境川、引地川、柏尾川、蓼川、一色川

| 辻堂（1992年 - 2020年）の気候                  | 辻堂（1992年 - 2020年）の気候 | 辻堂（1992年 - 2020年）の気候 | 辻堂（1992年 - 2020年）の気候 | 辻堂（1992年 - 2020年）の気候 | 辻堂（1992年 - 2020年）の気候 | 辻堂（1992年 - 2020年）の気候 | 辻堂（1992年 - 2020年）の気候 | 辻堂（1992年 - 2020年）の気候 | 辻堂（1992年 - 2020年）の気候 | 辻堂（1992年 - 2020年）の気候 | 辻堂（1992年 - 2020年）の気候 | 辻堂（1992年 - 2020年）の気候 | 辻堂（1992年 - 2020年）の気候 |
| 月                                             | 1月                           | 2月                           | 3月                           | 4月                           | 5月                           | 6月                           | 7月                           | 8月                           | 9月                           | 10月                          | 11月                          | 12月                          | 年                            |
| ---------------------------------------------- | ----------------------------- | ----------------------------- | ----------------------------- | ----------------------------- | ----------------------------- | ----------------------------- | ----------------------------- | ----------------------------- | ----------------------------- | ----------------------------- | ----------------------------- | ----------------------------- | ----------------------------- |
| 最高気温記録 °C （°F）                         | 19.7 (67.5)                   | 22.1 (71.8)                   | 25.0 (77)                     | 27.2 (81)                     | 30.6 (87.1)                   | 32.1 (89.8)                   | 36.3 (97.3)                   | 37.0 (98.6)                   | 36.5 (97.7)                   | 31.2 (88.2)                   | 25.5 (77.9)                   | 22.8 (73)                     | 37.0 (98.6)                   |
| 平均最高気温 °C （°F）                         | 10.8 (51.4)                   | 11.4 (52.5)                   | 14.2 (57.6)                   | 18.5 (65.3)                   | 22.4 (72.3)                   | 24.9 (76.8)                   | 28.2 (82.8)                   | 30.3 (86.5)                   | 27.6 (81.7)                   | 22.7 (72.9)                   | 17.8 (64)                     | 13.2 (55.8)                   | 20.2 (68.4)                   |
| 日平均気温 °C （°F）                           | 6.0 (42.8)                    | 6.8 (44.2)                    | 9.8 (49.6)                    | 14.4 (57.9)                   | 18.6 (65.5)                   | 21.6 (70.9)                   | 25.1 (77.2)                   | 26.9 (80.4)                   | 23.9 (75)                     | 18.7 (65.7)                   | 13.4 (56.1)                   | 8.5 (47.3)                    | 16.2 (61.2)                   |
| 平均最低気温 °C （°F）                         | 1.5 (34.7)                    | 2.2 (36)                      | 5.4 (41.7)                    | 10.2 (50.4)                   | 15.1 (59.2)                   | 18.9 (66)                     | 22.8 (73)                     | 24.3 (75.7)                   | 20.8 (69.4)                   | 15.3 (59.5)                   | 9.5 (49.1)                    | 4.1 (39.4)                    | 12.6 (54.7)                   |
| 最低気温記録 °C （°F）                         | −4.3 (24.3)                   | −5 (23)                       | −2.1 (28.2)                   | −0.2 (31.6)                   | 7.0 (44.6)                    | 12.3 (54.1)                   | 16.7 (62.1)                   | 17.7 (63.9)                   | 12.2 (54)                     | 7.4 (45.3)                    | 0.8 (33.4)                    | −3.5 (25.7)                   | −5 (23)                       |
| 降水量 mm （inch）                             | 60.8 (2.394)                  | 61.1 (2.406)                  | 132.6 (5.22)                  | 134.4 (5.291)                 | 148.1 (5.831)                 | 171.9 (6.768)                 | 159.6 (6.283)                 | 120.6 (4.748)                 | 197.3 (7.768)                 | 191.1 (7.524)                 | 97.7 (3.846)                  | 63.7 (2.508)                  | 1,529.5 (60.217)              |
| 平均降水日数 （≥1.0 mm）                       | 5.6                           | 5.9                           | 10.1                          | 9.4                           | 10.2                          | 11.9                          | 10.3                          | 6.8                           | 10.8                          | 10.2                          | 8.0                           | 5.8                           | 104.1                         |
| 平均月間日照時間                               | 202.5                         | 177.7                         | 181.3                         | 182.6                         | 187.5                         | 133.5                         | 171.3                         | 214.7                         | 147.1                         | 144.2                         | 160.8                         | 192.3                         | 2,096.9                       |
| 出典1：気象庁                                  |                               |                               |                               |                               |                               |                               |                               |                               |                               |                               |                               |                               |                               |
| 出典2：観測史上1〜10位の値（年間を通じての値） |                               |                               |                               |                               |                               |                               |                               |                               |                               |                               |                               |                               |                               |

### 隣接している自治体・行政区
- 横浜市（戸塚区、泉区）
- 鎌倉市
  - 藤沢市片瀬3丁目に囲まれた飛地が存在する。（鎌倉市津の一部）
- 茅ヶ崎市
- 綾瀬市
  - 綾瀬市上土棚南5丁目に囲まれた飛地が存在する。（藤沢市下土棚の一部）
- 海老名市
- 大和市
- 高座郡寒川町

## 歴史
- 古代 - 東海道付近まで海が入り込み、相模野台地上に竪穴建物群（集落の遺跡）や貝塚がある。
- 675年ころ（天武4年） - 『日本書紀』に高座郡記される。
- 723年（養老7年） - 信濃国諏訪大社を勧請し、現在の藤沢市片瀬に片瀬諏訪神社が創建される。他郷へ御分霊で最古。
- 奈良時代-平安時代 - 土甘（とかみ）郷、大庭郷、村岡郷が定まる。
- 10世紀代の武将・平良文が村岡郷に村岡城（高谷砦）を築城したとの伝承がある[3]。
- 1104年 - 1106年（長治年間） - 大庭御厨成立。
- 1325年（正中2年） - 呑海上人、時宗総本山清浄光寺（遊行寺）を建立。
- 14世紀 - 『太平記』第十巻、鎌倉合戦の事のくだりに藤沢の地名が記されている。藤沢の由来は不詳。淵沢、藤諏訪、富士見沢などからの転訛、源頼朝が感応院にある三嶋大明神を勧請するさい藤沢清親に奉行させたためなどの仮説もある。建武の新政期に相模国藤沢の住人藤沢行親が足利尊氏方につき功を挙げたとある[4]。
- 1512年（永正9年） - 伊勢宗瑞（北条早雲）により大庭城落城。以降廃城。
- 1601年（慶長6年） - 徳川家康により東海道の宿場藤沢宿が設けられる。慶長5年以前から、鷹狩りなどを目的として藤沢御殿が設けられていた。
- 1728年（享保13年） - 相州炮術調練場が置かれる。
- 1872年（明治5年）3月 - 羽鳥村に郷学校読書院（耕余義塾の前身）開設。
- 1877年（明治10年）7月17日 - エドワード・S・モースが江の島に日本初の臨海研究施設である江ノ島臨海実験所を設置。日本初の海洋生物学 発祥の地は湘南の江の島。
- 1878年（明治11年） - 郡区町村編制法が実施され、高座郡役所が藤沢におかれる。当市域内に以下の町村が編成される。

高座郡
藤沢宿大久保町、藤沢宿坂戸町、鵠沼村、稲荷村、大庭村、羽鳥村、辻堂村、下土棚村、亀井野村、円行村、石川村、今田村、西俣野村、打戻村、獺郷村、宮原村、用田村、葛原村、菖蒲沢村、長後村、七ツ木村、千束村、遠藤村
鎌倉郡
藤沢宿大鋸町、藤沢宿西富町、柄沢村、弥勒寺村、渡内村、高谷村、小塚村、宮前村、川名村、片瀬村、江の島
- 1882年（明治15年） - サムエル・コッキングが江の島に植物園を設立する。
- 1883年（明治16年） - 七ツ木村と千束村が合併して高倉村となる。
- 1887年（明治20年） - 横浜-国府津間の鉄道（後の東海道本線）が開通し、藤沢停車場が開業。
- 1888年（明治21年） - 藤沢宿大久保町と藤沢宿坂戸町が合併して藤沢大坂町となる。

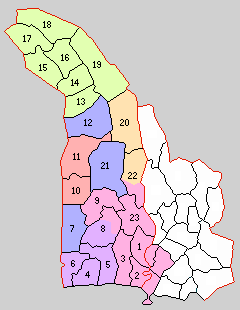
高座郡（1889年）
1.藤沢大坂町 2.鵠沼村 3.明治村
8.小出村 9.御所見村 22.渋谷村
23.六会村

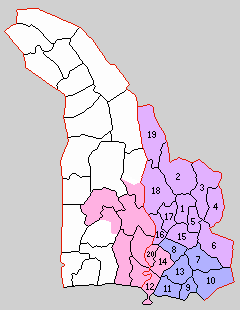
鎌倉郡（1889年）
12.川口村 14.村岡村 20.藤沢大富町

- 1889年（明治22年）4月1日 - 町村制の施行により[5]、当市域に以下の町村が発足する[6]。

高座郡
藤沢大坂町 ←藤沢大坂町
鵠沼村 ←鵠沼村
明治村 ←羽鳥村・大庭村・辻堂村・稲荷村
六会村 ←円行村・亀井野村・下土棚村・西俣野村・今田村・石川村
御所見村 ←用田村・葛原村・菖蒲沢村・獺郷村・打戻村・宮原村
- 長後村・高倉村は、福田村・上和田村・下和田村とともに渋谷村の一部となる。
- 遠藤村は、堤村・行谷村・下寺尾村・芹沢村とともに小出村の一部となる。

鎌倉郡
藤沢大富町 ←藤沢宿大鋸町・藤沢宿西富町
村岡村 ←弥勒寺村・小塚村・宮前村・高谷村・渡内村・柄沢村・川名村
川口村 ←片瀬村・江の島
- 1891年（明治24年）10月24日-10月26日 - 明治天皇が、近衛兵秋期演習観戦のため、藤沢町や六会村を視察する。
- 1897年（明治30年） - 江の島・片瀬間に村営桟橋が完成する。鵠沼に旅館東屋が開業。
- 1902年（明治35年） - 江之島電気鉄道の藤沢-片瀬間（現：江ノ島電鉄）が開通（日本で6番目の電気鉄道）。
- 1907年（明治40年）
  - 9月18日 - 本市が、陸軍第1師団歩兵第49連隊の徴募区となる。
  - 10月1日 - 高座郡藤沢大坂町が鎌倉郡藤沢大富町を編入する。

- 1908年（明治41年）4月1日 - 藤沢大坂町・鵠沼村・明治村が合併して高座郡藤沢町が発足。
- 1910年（明治43年） - 江之島電気鉄道の藤沢-鎌倉間が全通する。
- 1916年（大正5年）12月1日 - 東海道本線辻堂駅開業。
- 1919年（大正8年） - 大日本醸造、藤沢町内に工場設置（現・メルシャン藤沢工場）[7]。
- 1923年（大正12年）9月1日 - 関東大震災により市域で4000余戸が倒壊する。
- 1926年
  - （大正15年） - 横須賀海軍砲術学校辻堂演習場が置かれる。
  - （昭和初年） - 龍口寺に長野県（信濃国）松代藩の藩邸（通称：養蚕御殿）が移築される。現在は大書院として使われている。
- 1929年（昭和4年）4月1日 - 小田原急行鉄道（現：小田急電鉄）江ノ島線が開通する。

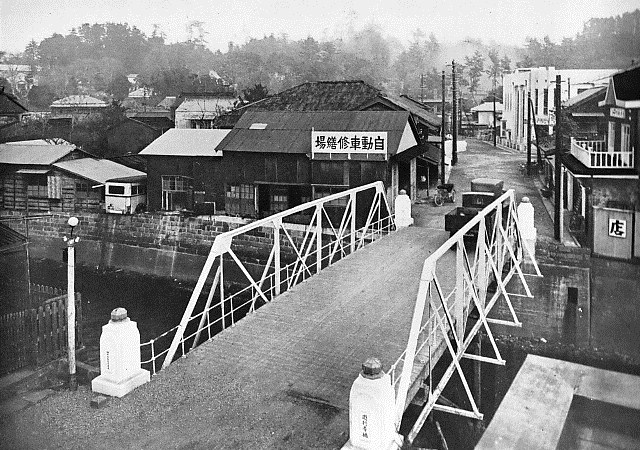
昭和初期の遊行寺橋（1933年7月）
奥に清浄光寺山門、右奥の白い建物は神奈川県農工銀行藤沢支店

- 1932年（昭和7年）5月29日 - 藤沢カントリー倶楽部本開業。（グリーンハウスの記事も参照）
- 1933年（昭和8年）4月1日 - 川口村が町制を施行し鎌倉郡片瀬町と改称する。

- 1937年（昭和12年） - 東京醸造(廃業）、藤沢町内の工場にて製造されたウイスキーを発売開始[7]。
- 1940年（昭和15年）10月1日 - 藤沢町が市制を施行し藤沢市が発足。人口約3万人。当日、大野守衛市長代理や市民が伊勢山で市制施行を祝った。片瀬町、村岡村との合併交渉が行われ「藤沢市」「藤沢江の島市」「湘南市」の新市名案もあったが結果は「藤沢市」の新市名で単独市制施行となった[8]。
- 1941年（昭和16年）6月1日 - 村岡村を編入する[9]。
- 1942年（昭和17年） 
  - 2月1日 - 味噌と醤油の配給制度が始まる（横浜市、川崎市、横須賀市、平塚市、鎌倉市、小田原市も同日から開始）[10]。同時に衣料品にも点数切符制が導入された。
  - 3月10日 - 六会村を編入する[11]。
- 1944年（昭和19年）
  - 6月1日 - 藤沢海軍航空隊（司令部・通信学校：善行七丁目、藤沢飛行場:本藤沢四丁目、稲荷一丁目）と海軍電測学校（土棚あたり）が開設される。
  - 11月3日 - 渋谷村が町制を施行して渋谷町となる。
- 1945年（昭和20年）

2月10日を皮切りに、米軍機による空襲が散発的に始まる（藤沢空襲 参照)。藤沢市域における終戦までの死者は21人。
- 5月24日 - 25日にかけて米軍B-29爆撃機による焼夷弾攻撃で市内の民家が被災。
- 7月30日 - 辻堂付近にて米海軍機による空襲。5名死亡。

- - 9月 - 辻堂演習場、米軍に接収される。
- 1947年（昭和22年）4月1日 - 片瀬町を編入する[13]。
- 1948年（昭和23年）7月1日 - 市立図書館が開館。
- 1951年（昭和26年）
  - 4月13日 - 藤沢市庁舎（旧本館、現存せず）が落成[注釈 1][15]。
  - 11月3日 - 旧藤沢市庁舎敷地を利用して藤沢公民館が開館する[15]。
  - 12月24日 - 御所見村との境界を変更する[16]。
- 1955年（昭和30年）
  - 4月5日 - 小出村大字遠藤、御所見村および渋谷町のうち長後ならびに高倉を編入する[17]。
小出村の残りの地区は茅ヶ崎市へ編入。渋谷町の残りの地区は渋谷村となり、1956年（昭和31年）9月1日に大和町（現：大和市）に編入。
  - 10月から11月 - 第10回国民体育大会の剣道競技が秩父宮記念体育館で行われた。11月1日には、同館に昭和天皇、香淳皇后が行幸啓した[18]。
- 1957年（昭和32年）10月20日 - 綾瀬町との境界を変更する[19]。
- 1959年（昭和34年）
  - 3月5日 - アメリカ合衆国マイアミ・ビーチ市と姉妹都市提携（藤沢市議会議決の日）。これにより、海岸部観光地を東洋のマイアミビーチとして売り出す。
  - 6月25日 - 在日米海軍辻堂演習場が返還される。
  - 7月15日 - 横浜市との境界を変更する[20]。
  - 9月24日 - 「黒いジェット機事件」米軍偵察機ロッキードU-2が藤沢飛行場に不時着[21]。
- 1960年（昭和35年）
  - 7月25日 - 綾瀬町との境界を変更する[22]。
  - 10月1日 - 小田急線江ノ島線善行駅開業。
- 1961年（昭和36年）
  - 4月21日 - 藤沢市高倉墜落事故発生。厚木海軍飛行場から離陸した岩国海兵隊航空基地所属のA4Dスカイホークが高倉に墜落、パイロットは死亡。住民の死者1人、負傷者2人[23]。
  - 7月29日 - 長野県松本市と姉妹都市提携（松本市から来藤した日を提携日とする）。
  - 10月25日 - 鎌倉市との境界を変更する[24]。
- 1962年 12月4日 - 藤沢駅前南口で大火災。再開発の契機となる[25]。
- 1963年（昭和38年）
  - 1月25日 - 横浜市との境界を変更する[26]。
  - 6月24日 - 藤沢バイパスが開通する。
- 1964年（昭和39年） - 東京オリンピックのヨットレースが江の島で開催される。
- 1965年（昭和40年）11月20日 - フジサワ名店ビル竣工[25]。(防災建築街区造成法#藤沢市（391街区）の節も参照)
- 1966年（昭和41年）
  - 11月7日 - 小田急線江ノ島線湘南台駅開業。
  - 12月18日 - ダイヤモンドビル竣工[25]。
- 1967年（昭和42年）1月13日 - 同市藤沢（管轄：藤沢警察署）で藤沢市女子高生殺害事件が発生。事件後、神奈川県警は市北部を「防犯重点地区」に指定して防犯体制を強化した[27]。
- 1971年（昭和46年）
  - 3月25日 - 横浜市および大和市との境界を変更する[28]。
  - 西部土地区画整理事業が開始される。（現在の湘南ライフタウン・1992年（平成4年）事業完了）
- 1973年（昭和48年） 10月10日 - 第一回藤沢市民オペラ公演。

- 1974年（昭和49年）

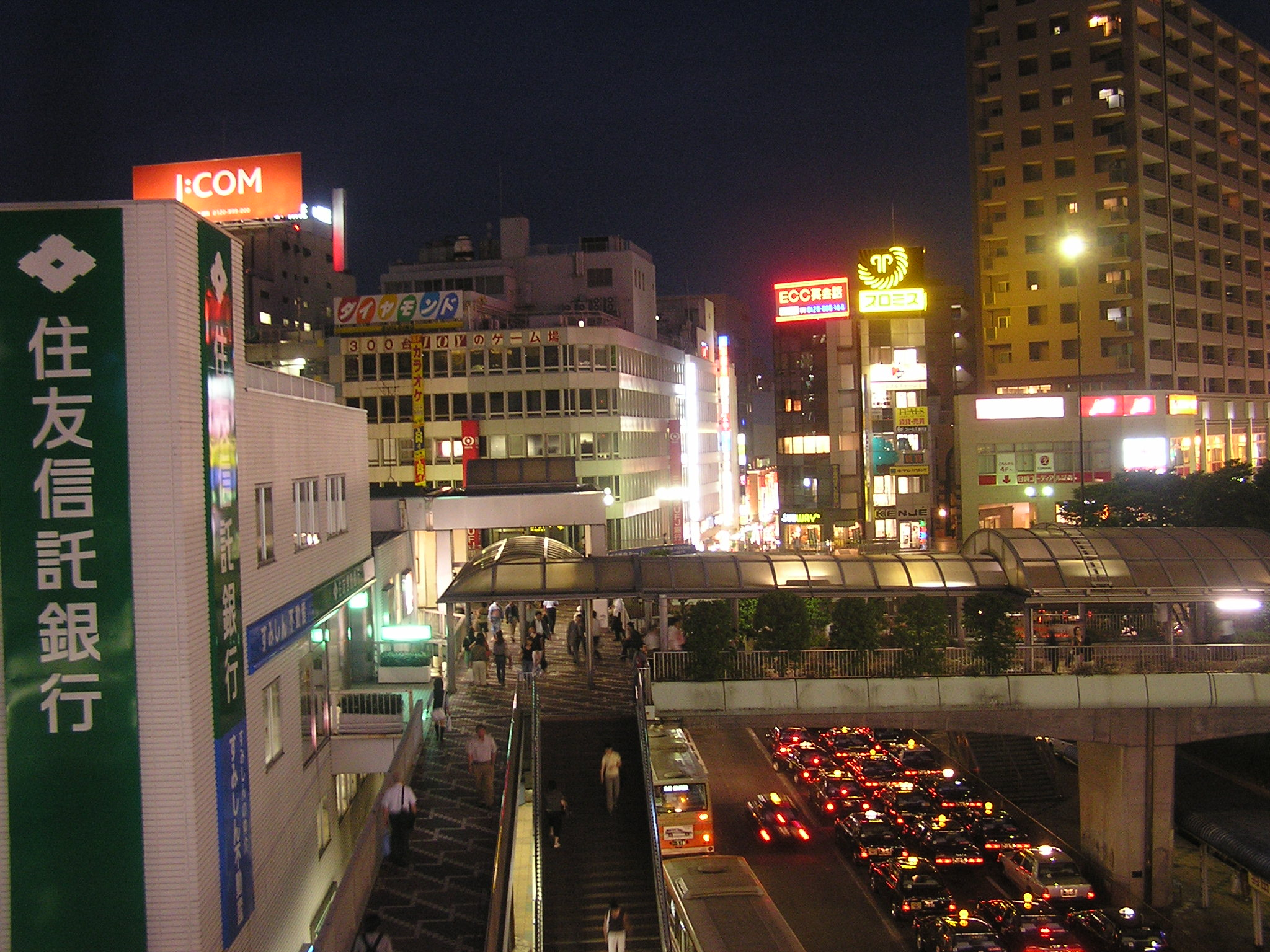
藤沢駅南口（2006年）

  - 4月 - 市役所の隔週週休二日制が始まる。県下の自治体では初導入[29]。
  - 5月25日 - 藤沢駅南口に江ノ電百貨店（現・小田急百貨店藤沢店）開業[15]。
  - 6月7日 - 江ノ島鎌倉観光（現・江ノ島電鉄）藤沢駅が現在位置へ移転[15]。
  - 8月1日 - 藤沢駅南口のペデストリアンデッキ完成（後に拡張）[15]。
- 1975年（昭和50年）
  - 地域市民の家整備事業が開始される[30]。翌1976年4月1日、第一号となる藤が岡市民の家が開設。4月27日本鵠沼、5月28日片瀬山、と続く[15]。
  - 藤沢駅北口再開発事業開始。（1978年11月 藤沢さいかや移転開業。1979年9月 丸井藤沢店開店・サンパール広場完成により事業完了）[15]
- 1976年（昭和51年）5月15日 - 労働会館が開館する[15]。
- 1978年（昭和53年） - 防災行政無線運用開始（当時の夕方のチャイムは「ウェストミンスターの鐘(鐘系)」）。
- 1981年（昭和56年）11月5日 - 中華人民共和国昆明市と友好都市提携（友好都市提携調印の日）。
- 1982年（昭和57年）5月27日 - 辻堂神台二丁目（管轄：藤沢警察署）で藤沢市母娘ら5人殺害事件（警察庁広域重要指定112号事件）が発生。同年6月24日に犯人を逮捕[31]。
- 1983年（昭和58年）5月 市庁舎新館（当時）が竣工。6月6日 業務開始[15]。
- 1984年（昭和59年）4月15日 - 地域子供の家事業第一号として湘南台子どもの家が開設[15]。
- 1985年（昭和60年）3月31日 - 大庭城址公園開園。
- 1986年（昭和61年）10月25日 - 総合市民図書館開館[15]。
- 1987年（昭和62年）12月2日 - カナダ国ウィンザー市と姉妹都市提携（姉妹都市提携調印の日）。
- 1988年（昭和63年）
  - 3月30日 - 新湘南バイパス開通。
  - 11月26日 - ヤルタ市より代表団が訪問する[15][注釈 2]。
- 1991年（平成3年）10月1日 - 防災行政無線のチャイムの音色を変更する。
- 1996年（平成8年）- 藤沢用田バイパスの約1万8500年前から1万9500年前の土層で、建造物の柱に使われていたと思われる炭化した木片が出土[33][34]。
- 1997年（平成9年）2月 - 市民電子会議室の実験運用開始[35][36][注釈 3]。
- 1999年（平成11年）- 湘南台駅に、相鉄いずみ野線と横浜市営地下鉄ブルーラインが延伸開業する。
- 2000年（平成12年）
  - 市制施行60周年記念として特別刊行物を発行し、市民に配布。
  - 3月23日 - 荏原製作所による、引地川へのダイオキシン流出が発覚。
- 2001年（平成13年）4月 - 市民電子会議室の本運用を開始[35][注釈 4]
- 2002年（平成14年）11月15日 - 大韓民国保寧市と姉妹都市提携（姉妹都市提携調印の日）。

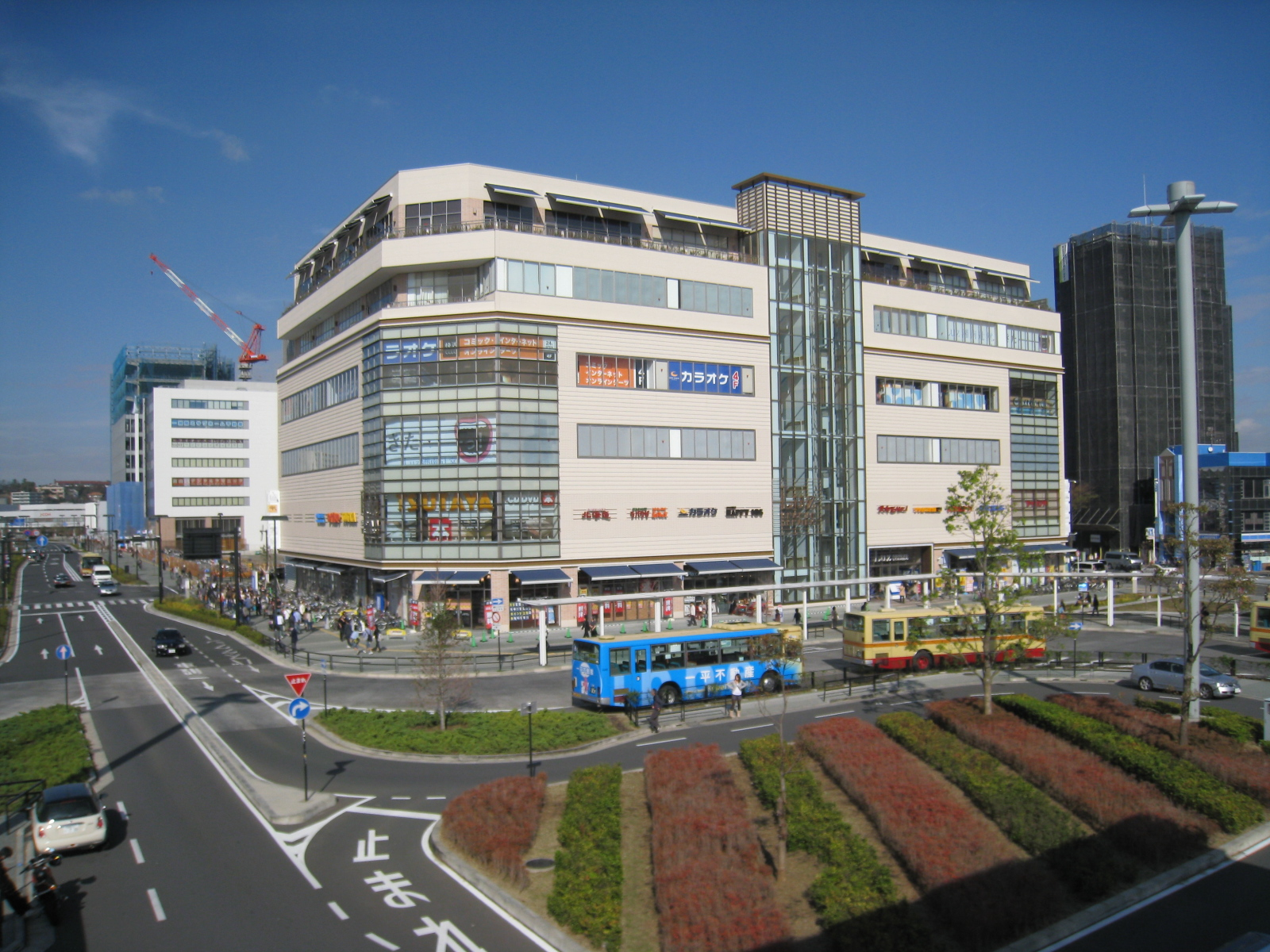
再開発後の辻堂駅北口

- 2005年（平成17年）- 「辻堂神台一丁目地区土地区画整理事業」（関東特殊製鋼跡地、湘南C-X）が開始される（2009年（平成21年）事業完了）。
- 2006年（平成18年）10月1日 - 防災行政無線の夕方のチャイム「夕焼け小焼け(旧音源)」放送開始。
- 2007年（平成19年）3月18日 - 第1回湘南国際マラソン開催
- 2014年（平成26年）- 「Fujisawaサスティナブル・スマートタウン土地区画整理事業」（パナソニックの工場跡地）が開始される[38]。
- 2014年（平成26年）- 学研パブリッシングの調査で、「主婦が幸せに暮らせる街ランキング」で全国1位となった[39]。
- 2016年（平成28年）
  - 3月21日- 労働会館、改築のため閉館[40]。
  - 7月16日 - 藤沢市藤澤浮世絵館が開館。
- 2017年（平成29年）
  - 8月3日 - 江の島大橋が3車線化され、供用開始。
  - 9月30日 - 電子会議室を閉鎖[41][42]。
  - 12月16日 - 新庁舎落成式。
- 2018年（平成30年）1月4日 - 新庁舎の供用開始。
- 2019年（令和元年）
  - 4月1日 - 藤沢公民館・労働会館等複合施設「Fプレイス」開所[43]。同日、藤沢公民館が同施設へ移転。
  - 7月1日 - 南市民図書館、改築のため ODAKYU湘南GATE 6階にて暫定供用開始[44]。
  - 12月21日 - 藤沢駅北口ペデストリアンデッキ（サンパール広場）全面的利用開始[45]。
- 2020年（令和2年）
  - 1月6日 -  藤沢市役所分庁舎供用開始。
- 2021年（令和3年）- 2020年東京オリンピックセーリング競技が江の島ヨットハーバー（神奈川県藤沢市江の島）にて開催される。
- 2022年 - 神奈川県は鵠沼石上1丁目、鵠沼橘1丁目、藤沢、南藤沢を暴力団排除特別強化地域に指定した[46]。

## 人口
人口は神奈川県の政令指定都市である横浜・川崎・相模原の各市に次ぎ県内4位（44万4092人（令和2年国勢調査結果（確定値）によるもの））である。全国の市では37位（2022年1月1日現在の法定人口）。

海や、江ノ島等を好む方の移住、テレワーク、ワーケーションの開始による移住から、人口は増加傾向である。
| |                                        |  |
| 藤沢市と全国の年齢別人口分布（2005年） | 藤沢市の年齢・男女別人口分布（2005年） |  |
| ■紫色 ― 藤沢市 ■緑色 ― 日本全国 | ■青色 ― 男性 ■赤色 ― 女性              |  |
| 藤沢市（に相当する地域）の人口の推移 \| 1970年（昭和45年） \| 228,978人 \| \| \| 1975年（昭和50年） \| 265,975人 \| \| \| 1980年（昭和55年） \| 300,248人 \| \| \| 1985年（昭和60年） \| 328,387人 \| \| \| 1990年（平成2年） \| 350,330人 \| \| \| 1995年（平成7年） \| 368,651人 \| \| \| 2000年（平成12年） \| 379,185人 \| \| \| 2005年（平成17年） \| 396,014人 \| \| \| 2010年（平成22年） \| 409,657人 \| \| \| 2015年（平成27年） \| 423,894人 \| \| \| 2020年（令和2年） \| 436,905人 \| \| |                                        |  |
| 総務省統計局 国勢調査より |                                        |  |
| 1970年（昭和45年） | 228,978人                              |  |
| 1975年（昭和50年） | 265,975人                              |  |
| 1980年（昭和55年） | 300,248人                              |  |
| 1985年（昭和60年） | 328,387人                              |  |
| 1990年（平成2年） | 350,330人                              |  |
| 1995年（平成7年） | 368,651人                              |  |
| 2000年（平成12年） | 379,185人                              |  |
| 2005年（平成17年） | 396,014人                              |  |
| 2010年（平成22年） | 409,657人                              |  |
| 2015年（平成27年） | 423,894人                              |  |
| 2020年（令和2年） | 436,905人                              |  |

## 地域

### 町名
藤沢市では、一部の区域で住居表示に関する法律に基づく住居表示が実施されている。住居表示実施前の町名等欄で下線がある町名はその全部、それ以外はその一部である。
| 町名           | 町名の読み       | 町区域設定年月日 | 住居表示実施年月日 | 住居表示実施前の町名等                                           | 備考 |
| -------------- | ---------------- | ---------------- | ------------------ | ---------------------------------------------------------------- | ---- |
| 片瀬一丁目     | かたせ           | 1966年10月1日    | 1966年10月1日      | 大字片瀬字大源太・字宮畑                                         |      |
| 片瀬二丁目     | かたせ           | 1966年10月1日    | 1966年10月1日      | 大字片瀬字新屋敷・字宮畑・字西原・字浪合・字立石・字鯨骨・字赤山 |      |
| 片瀬三丁目     | かたせ           | 1966年10月1日    | 1966年10月1日      | 大字片瀬字鯨骨・字赤山・字狢ケ谷・字下ノ谷・字龍口下             |      |
| 片瀬四丁目     | かたせ           | 1966年10月1日    | 1966年10月1日      | 大字片瀬字下ノ谷・字鯨骨・字西方                                 |      |
| 片瀬五丁目     | かたせ           | 1966年10月1日    | 1966年10月1日      | 大字片瀬字西原・字新屋敷                                         |      |
| 片瀬海岸一丁目 | かたせかいがん   | 1966年10月1日    | 1966年10月1日      | 大字片瀬字東浜・字下ノ谷                                         |      |
| 片瀬海岸二丁目 | かたせかいがん   | 1965年10月1日    | 1965年10月1日      | 大字片瀬字西浜                                                   |      |
| 片瀬海岸三丁目 | かたせかいがん   | 1965年10月1日    | 1965年10月1日      | 大字片瀬字西浜                                                   |      |
| 片瀬山一丁目   | かたせやま       | 1973年10月1日    | 1973年10月1日      | 大字片瀬山字宮畑・字北ノ谷・字立石                               |      |
| 片瀬山二丁目   | かたせやま       | 1973年10月1日    | 1973年10月1日      | 大字片瀬字北ノ谷・字浪合・字立石                                 |      |
| 片瀬山三丁目   | かたせやま       | 1973年10月1日    | 1973年10月1日      | 大字片瀬字北ノ谷・字立石・字大丸・字狢ケ谷                       |      |
| 片瀬山四丁目   | かたせやま       | 1973年10月1日    | 1973年10月1日      | 大字片瀬字立石・字浪合・字赤山・字狢ケ谷                         |      |
| 片瀬山五丁目   | かたせやま       | 1973年10月1日    | 1973年10月1日      | 大字片瀬字立石・字浪合・字赤山                                   |      |
| 片瀬目白山     | かたせめじろやま | 1973年10月1日    | 1973年10月1日      | 大字片瀬字狢ケ谷・字赤山                                         |      |
| 江の島一丁目   | えのしま         | 1966年10月1日    | 1966年10月1日      | 大字江之島字西町・字須田町・字東町                               |      |
| 江の島二丁目   | えのしま         | 1966年10月1日    | 1966年10月1日      | 大字江之島字西町・字須田町                                       |      |

| 町名             | 町名の読み             | 町区域設定年月日 | 住居表示実施年月日 | 住居表示実施前の町名等                                 | 備考     |
| ---------------- | ---------------------- | ---------------- | ------------------ | ------------------------------------------------------ | -------- |
| 南藤沢           | みなみふじさわ         | 1982年8月29日    | 1982年8月29日      | 大字鵠沼字奥田・字東花立、大字藤沢字大道東・字東横須賀 |          |
| 鵠沼東           | くげぬまひがし         | 1982年8月29日    | 1982年8月29日      | 大字鵠沼字奥田・字砥上、大字藤沢字大道東               |          |
| 鵠沼海岸一丁目   | くげぬまかいがん       | 1964年8月1日     | 1964年8月1日       | 大字鵠沼字下藤ケ谷・字下岡・字上鰯                     |          |
| 鵠沼海岸二丁目   | くげぬまかいがん       | 1964年8月1日     | 1964年8月1日       | 大字鵠沼字中岡・字下岡・字下鰯・字上鰯                 |          |
| 鵠沼海岸三丁目   | くげぬまかいがん       | 1964年8月1日     | 1964年8月1日       | 大字鵠沼字上鰯・字中岡・字下鰯                         |          |
| 鵠沼海岸四丁目   | くげぬまかいがん       | 1964年8月1日     | 1964年8月1日       | 大字鵠沼字上鰯・字高根                                 |          |
| 鵠沼海岸四丁目   | くげぬまかいがん       | 1964年8月1日     | 1967年10月1日      | 大字鵠沼字高根                                         | 21番街区 |
| 鵠沼海岸五丁目   | くげぬまかいがん       | 1965年10月1日    | 1965年10月1日      | 大字鵠沼字上鰯・字高根                                 |          |
| 鵠沼海岸六丁目   | くげぬまかいがん       | 1965年10月1日    | 1965年10月1日      | 大字鵠沼字八部・字藤原                                 |          |
| 鵠沼海岸七丁目   | くげぬまかいがん       | 1965年10月1日    | 1965年10月1日      | 大字鵠沼字柳原・字中岡・字下鰯                         |          |
| 鵠沼松が岡一丁目 | くげぬままつがおか     | 1964年8月1日     | 1964年8月1日       | 大字鵠沼字下藤ケ谷                                     |          |
| 鵠沼松が岡二丁目 | くげぬままつがおか     | 1964年8月1日     | 1964年8月1日       | 大字鵠沼字下藤ケ谷・字上藤ケ谷・字下岡                 |          |
| 鵠沼松が岡三丁目 | くげぬままつがおか     | 1964年8月1日     | 1964年8月1日       | 大字鵠沼字上藤ケ谷・字下岡                             |          |
| 鵠沼松が岡四丁目 | くげぬままつがおか     | 1964年8月1日     | 1964年8月1日       | 大字鵠沼字下岡・字中岡                                 |          |
| 鵠沼松が岡五丁目 | くげぬままつがおか     | 1964年8月1日     | 1964年8月1日       | 大字鵠沼字中岡・字柳原                                 |          |
| 鵠沼桜が岡一丁目 | くげぬまさくらがおか   | 1965年1月1日     | 1965年1月1日       | 大字鵠沼字川袋・字砥上・字桜小路                       |          |
| 鵠沼桜が岡二丁目 | くげぬまさくらがおか   | 1965年1月1日     | 1965年1月1日       | 大字鵠沼字上岡・字上藤ケ谷                             |          |
| 鵠沼桜が岡三丁目 | くげぬまさくらがおか   | 1965年1月1日     | 1965年1月1日       | 大字鵠沼字上岡・字中岡・字柳原                         |          |
| 鵠沼桜が岡四丁目 | くげぬまさくらがおか   | 1965年1月1日     | 1965年1月1日       | 大字鵠沼字堀南・字東原・字川袋                         |          |
| 鵠沼藤が谷一丁目 | くげぬまふじがや       | 1965年1月1日     | 1965年1月1日       | 大字鵠沼字中藤ケ谷・字上藤ケ谷、大字片瀬字大源太       |          |
| 鵠沼藤が谷二丁目 | くげぬまふじがや       | 1965年1月1日     | 1965年1月1日       | 大字鵠沼字中藤ケ谷・字下藤ケ谷                         |          |
| 鵠沼藤が谷三丁目 | くげぬまふじがや       | 1965年1月1日     | 1965年1月1日       | 大字鵠沼字下藤ケ谷・字上藤ケ谷                         |          |
| 鵠沼藤が谷四丁目 | くげぬまふじがや       | 1965年1月1日     | 1965年1月1日       | 大字鵠沼字上藤ケ谷・字中藤ケ谷・字桜小路・字川袋       |          |
| 本鵠沼一丁目     | ほんくげぬま           | 1965年10月1日    | 1965年10月1日      | 大字鵠沼字東花立・字花立・字東原・字中井               |          |
| 本鵠沼二丁目     | ほんくげぬま           | 1965年10月1日    | 1965年10月1日      | 大字鵠沼字中井・字原・字堀南                           |          |
| 本鵠沼三丁目     | ほんくげぬま           | 1965年10月1日    | 1965年10月1日      | 大字鵠沼字原・字柳原                                   |          |
| 本鵠沼四丁目     | ほんくげぬま           | 1965年10月1日    | 1965年10月1日      | 大字鵠沼字藤原・字下の沢・字中井                       |          |
| 本鵠沼五丁目     | ほんくげぬま           | 1965年10月1日    | 1965年10月1日      | 大字鵠沼字花立・字中井・字南宮越・字下の沢             |          |
| 鵠沼花沢町       | くげぬまはなざわちょう | 1982年8月29日    | 1982年8月29日      | 大字鵠沼字東花立、大字藤沢字東横須賀・字中横須賀       |          |
| 鵠沼橘一丁目     | くげぬまたちばな       | 1982年8月29日    | 1982年8月29日      | 大字鵠沼字奥田・字東花立・字砥上                       |          |
| 鵠沼橘二丁目     | くげぬまたちばな       | 1982年8月29日    | 1982年8月29日      | 大字鵠沼字東花立・字川袋・字東原                       |          |
| 鵠沼石上一丁目   | くげぬまいしがみ       | 1982年8月29日    | 1982年8月29日      | 大字鵠沼字砥上・字奥田、大字藤沢字大道東               |          |
| 鵠沼石上二丁目   | くげぬまいしがみ       | 1982年8月29日    | 1982年8月29日      | 大字鵠沼字砥上                                         |          |
| 鵠沼石上三丁目   | くげぬまいしがみ       | 1982年8月29日    | 1982年8月29日      | 大字鵠沼字砥上                                         |          |
| 片瀬             | かたせ                 | 1947年4月1日     | 未実施             |                                                        |          |
| 鵠沼の一部       | くげぬま               | 1940年10月1日    | 未実施             |                                                        |          |

| 町名             | 町名の読み             | 町区域設定年月日 | 住居表示実施年月日 | 住居表示実施前の町名等                                       | 備考 |
| ---------------- | ---------------------- | ---------------- | ------------------ | ------------------------------------------------------------ | ---- |
| 辻堂一丁目       | つじどう               | 1999年7月18日    | 1999年7月18日      | 大字辻堂字熊ノ森・字堺田                                     |      |
| 辻堂二丁目       | つじどう               | 1999年7月18日    | 1999年7月18日      | 大字辻堂字熊ノ森・字堺田                                     |      |
| 辻堂三丁目       | つじどう               | 1999年7月18日    | 1999年7月18日      | 大字辻堂字砂場・字久根下                                     |      |
| 辻堂四丁目       | つじどう               | 1999年7月18日    | 1999年7月18日      | 大字辻堂字砂場・字久根下                                     |      |
| 辻堂五丁目       | つじどう               | 1999年7月18日    | 1999年7月18日      | 大字辻堂字高砂・字弥平田・字出口・字大ヤゲン                 |      |
| 辻堂六丁目       | つじどう               | 1999年7月18日    | 1999年7月18日      | 大字辻堂字砂場・字久根下・字高砂・字弥平田・字勘久           |      |
| 辻堂元町一丁目   | つじどうもとまち       | 1967年10月1日    | 1967年10月1日      | 大字辻堂字熊ノ森・字土打                                     |      |
| 辻堂元町二丁目   | つじどうもとまち       | 1967年10月1日    | 1967年10月1日      | 大字辻堂字土打・字後山・字ガル池・字大荒久・字高山・字一ノ坪 |      |
| 辻堂元町三丁目   | つじどうもとまち       | 1967年10月1日    | 1967年10月1日      | 大字辻堂字熊ノ森・字後山・字一ノ坪・字出口・字久根下         |      |
| 辻堂元町四丁目   | つじどうもとまち       | 1967年10月1日    | 1967年10月1日      | 大字辻堂字出口・字一ノ坪・字堂面                             |      |
| 辻堂元町五丁目   | つじどうもとまち       | 1967年10月1日    | 1967年10月1日      | 大字辻堂字一ノ坪・字大荒久・字長久保・字堂面                 |      |
| 辻堂元町六丁目   | つじどうもとまち       | 1967年10月1日    | 1967年10月1日      | 大字辻堂字高山・字大荒久・字猪王面・字長久保                 |      |
| 辻堂太平台一丁目 | つじどうたいへいだい   | 1967年10月1日    | 1967年10月1日      | 大字辻堂字堂面・字太平台                                     |      |
| 辻堂太平台二丁目 | つじどうたいへいだい   | 1967年10月1日    | 1967年10月1日      | 大字辻堂字長久保・字堂面・字太平台                           |      |
| 辻堂東海岸一丁目 | つじどうひがしかいがん | 1967年10月1日    | 1967年10月1日      | 大字辻堂字太平台・字出口・字浜見山・字チヨン                 |      |
| 辻堂東海岸二丁目 | つじどうひがしかいがん | 1967年10月1日    | 1967年10月1日      | 大字辻堂字浜見山・字地蔵袋                                   |      |
| 辻堂東海岸三丁目 | つじどうひがしかいがん | 1967年10月1日    | 1967年10月1日      | 大字辻堂字浜見山・字地蔵袋                                   |      |
| 辻堂東海岸四丁目 | つじどうひがしかいがん | 1967年10月1日    | 1967年10月1日      | 大字辻堂字浜見山・字地蔵袋                                   |      |
| 辻堂西海岸一丁目 | つじどうにしかいがん   | 1967年10月1日    | 1967年10月1日      | 大字辻堂字出口・字大ヤゲン・字弥平田・字砂山・字浜見山       |      |
| 辻堂西海岸二丁目 | つじどうにしかいがん   | 1967年10月1日    | 1967年10月1日      | 大字辻堂字勘久・字高砂・字弥平田・字砂山                     |      |
| 辻堂西海岸三丁目 | つじどうにしかいがん   | 1967年10月1日    | 1967年10月1日      | 大字辻堂字勘久・字砂山・字大ヤゲン・字浜見山                 |      |

| 町名         | 町名の読み     | 町区域設定年月日 | 住居表示実施年月日 | 住居表示実施前の町名等                                                                         | 備考 |
| ------------ | -------------- | ---------------- | ------------------ | ---------------------------------------------------------------------------------------------- | ---- |
| 弥勒寺       | みろくじ       | 1941年6月1日     | 未実施             |                                                                                                |      |
| 弥勒寺一丁目 | みろくじ       | 1977年3月1日     | 1977年3月1日       | 大字大鋸字下河内、大字小塚字下河内、大字弥勒寺字前河内・字弥勒寺谷                             |      |
| 弥勒寺二丁目 | みろくじ       | 1977年3月1日     | 1977年3月1日       | 大字小塚字下河内、大字弥勒寺字弥勒寺谷                                                         |      |
| 弥勒寺三丁目 | みろくじ       | 1977年3月1日     | 1977年3月1日       | 大字渡内字下河内、大字宮前字下河内、鶴巻                                                       |      |
| 弥勒寺四丁目 | みろくじ       | 1977年3月1日     | 1977年3月1日       | 大字小塚字下河内、大字弥勒寺字御幣下、大字渡内字御幣下、大字柄沢字大塚山                       |      |
| 宮前         | みやまえ       | 1941年6月1日     | 未実施             |                                                                                                |      |
| 小塚         | こつか         | 1941年6月1日     | 未実施             |                                                                                                |      |
| 高谷         | たかや         | 1941年6月1日     | 未実施             |                                                                                                |      |
| 高谷         | たかや         | 1992年11月8日    | 1992年11月8日      | 大字高谷字天嶽院下、大字渡内字天嶽院下、鶴巻、村岡東2、村岡東3                                 |      |
| 渡内         | わたうち       | 1941年6月1日     | 未実施             |                                                                                                |      |
| 渡内一丁目   | わたうち       | 1992年11月8日    | 1992年11月8日      | 大字高谷字天嶽院下、大字渡内字天嶽院下、村岡東3                                                |      |
| 渡内二丁目   | わたうち       | 1992年11月8日    | 1992年11月8日      | 大字渡内字天嶽院下・字本在寺・字御幣下、村岡東3                                                |      |
| 渡内三丁目   | わたうち       | 1992年11月8日    | 1992年11月8日      | 大字渡内字本在寺、大字宮前字本在寺、村岡東3、村岡東4                                           |      |
| 渡内四丁目   | わたうち       | 2006年11月4日    | 2006年11月4日      | 大字渡内字本在寺、大字柄沢字本在寺、大字小塚字本在寺、大字宮前字本在寺                         |      |
| 渡内五丁目   | わたうち       | 2018年11月17日   | 2018年11月17日     | 大字渡内、大字柄沢、大字小塚                                                                   |      |
| 柄沢         | からさわ       | 1941年6月1日     | 未実施             |                                                                                                |      |
| 柄沢一丁目   | からさわ       | 2018年11月17日   | 2018年11月17日     | 大字柄沢                                                                                       |      |
| 柄沢二丁目   | からさわ       | 2018年11月17日   | 2018年11月17日     | 大字柄沢                                                                                       |      |
| 並木台一丁目 | なみきだい     | 2018年11月17日   | 2018年11月17日     | 大字渡内、大字柄沢、大字小塚                                                                   |      |
| 並木台二丁目 | なみきだい     | 2018年11月17日   | 2018年11月17日     | 大字柄沢                                                                                       |      |
| 村岡東一丁目 | むらおかひがし | 1976年10月13日   | 未実施             |                                                                                                |      |
| 村岡東二丁目 | むらおかひがし | 1976年10月13日   | 未実施             |                                                                                                |      |
| 村岡東三丁目 | むらおかひがし | 1976年10月13日   | 未実施             |                                                                                                |      |
| 村岡東四丁目 | むらおかひがし | 1976年10月13日   | 未実施             |                                                                                                |      |
| 川名         | かわな         | 1941年6月1日     | 未実施             |                                                                                                |      |
| 川名一丁目   | かわな         | 1966年10月1日    | 1966年10月1日      | 大字川名字市場・字通り町・字森久・字原、大字弥勒寺字前河内、大字高谷字前河内、大字小塚字前河内 |      |
| 川名二丁目   | かわな         | 1966年10月1日    | 1966年10月1日      | 大字川名字原                                                                                   |      |

| 町名             | 町名の読み       | 町区域設定年月日 | 住居表示実施年月日 | 住居表示実施前の町名等                                                       | 備考 |
| ---------------- | ---------------- | ---------------- | ------------------ | ---------------------------------------------------------------------------- | ---- |
| 朝日町           | あさひちょう     | 1960年3月26日    | 未実施             |                                                                              |      |
| 藤沢の一部（南） | ふじさわ         | 1940年10月1日    | 未実施             |                                                                              |      |
| 藤沢一丁目       | ふじさわ         | 1969年10月1日    | 1969年10月1日      | 大字藤沢字大道東・字東横須賀・字御殿辺・字中横須賀                           |      |
| 藤沢二丁目       | ふじさわ         | 1969年10月1日    | 1969年10月1日      | 大字藤沢字中横須賀・字西横須賀・字御殿辺・字白旗廻                           |      |
| 藤沢三丁目       | ふじさわ         | 1969年10月1日    | 1969年10月1日      | 大字藤沢字西横須賀・字風早・字花ノ木・字白旗廻                               |      |
| 藤沢四丁目       | ふじさわ         | 1969年10月1日    | 1969年10月1日      | 大字藤沢字西横須賀・字風早・字石名坂、大字鵠沼字引地                         |      |
| 藤沢五丁目       | ふじさわ         | 1969年10月1日    | 1969年10月1日      | 大字藤沢字石名坂、大字稲荷字引地脇、大字鵠沼字引地                           |      |
| 本町一丁目       | ほんちょう       | 1966年10月1日    | 1966年10月1日      | 大字藤沢字東横須賀・字中横須賀                                               |      |
| 本町二丁目       | ほんちょう       | 1966年10月1日    | 1966年10月1日      | 大字藤沢字中横須賀・字西横須賀、大字鵠沼字花立・字横須賀                     |      |
| 本町三丁目       | ほんちょう       | 1966年10月1日    | 1966年10月1日      | 大字藤沢字中横須賀・字西横須賀、大字鵠沼字横須賀・字引地内田、大字鵠沼字長塚 |      |
| 本町四丁目       | ほんちょう       | 1966年10月1日    | 1966年10月1日      | 大字藤沢字中横須賀・字西横須賀                                               |      |
| 鵠沼の一部       | くげぬま         | 1940年10月1日    | 未実施             |                                                                              |      |
| 鵠沼神明一丁目   | くげぬましんめい | 1965年10月1日    | 1965年10月1日      | 大字鵠沼字花立・字横須賀・字南宮越                                           |      |
| 鵠沼神明二丁目   | くげぬましんめい | 1965年10月1日    | 1965年10月1日      | 大字鵠沼字南宮越・字長塚・字中井                                             |      |
| 鵠沼神明三丁目   | くげぬましんめい | 1965年10月1日    | 1965年10月1日      | 大字鵠沼字西宮越                                                             |      |
| 鵠沼神明四丁目   | くげぬましんめい | 1965年10月1日    | 1965年10月1日      | 大字鵠沼字引地内田                                                           |      |
| 鵠沼神明五丁目   | くげぬましんめい | 1965年10月1日    | 1965年10月1日      | 大字鵠沼字長塚・字引地内田                                                   |      |
| 西富             | にしとみ         | 1940年10月1日    | 未実施             |                                                                              |      |
| 西富一丁目       | にしとみ         | 1969年10月1日    | 1969年10月1日      | 大字西富字西富・字山谷・字大門・字光徳・字竹ノ下、大字大鋸字大鋸             |      |
| 西富二丁目       | にしとみ         | 1969年10月1日    | 1969年10月1日      | 大字西富字岸・字竹ノ下・字西富、大字大鋸字鯉ケ淵・字小清水                   |      |
| 大鋸             | だいぎり         | 1940年10月1日    | 未実施             |                                                                              |      |
| 大鋸一丁目       | だいぎり         | 1969年10月1日    | 1969年10月1日      | 大字大鋸字御幣・字河原、大字弥勒寺字下河内                                   |      |
| 大鋸二丁目       | だいぎり         | 1969年10月1日    | 1969年10月1日      | 大字大鋸字御幣・字河原・字船久保・字大鋸・字瑞光                             |      |
| 大鋸三丁目       | だいぎり         | 1969年10月1日    | 1969年10月1日      | 大字西富字大門・字山谷、大字大鋸字瑞光・字天神台・字牛沢                     |      |
| 藤が岡一丁目     | ふじがおか       | 1966年3月1日     | 1969年10月1日      | 藤が岡1                                                                      |      |
| 藤が岡二丁目     | ふじがおか       | 1966年3月1日     | 1969年10月1日      | 藤が岡2                                                                      |      |
| 藤が岡三丁目     | ふじがおか       | 1966年3月1日     | 1969年10月1日      | 藤が岡3                                                                      |      |

| 町名           | 町名の読み       | 町区域設定年月日 | 住居表示実施年月日 | 住居表示実施前の町名等                                                                   | 備考 |
| -------------- | ---------------- | ---------------- | ------------------ | ---------------------------------------------------------------------------------------- | ---- |
| 辻堂神台一丁目 | つじどうかんだい | 1968年10月1日    | 1968年10月1日      | 大字辻堂字熊ノ森・字堺田・字初タラ・字土打・字東神台                                     |      |
| 辻堂神台二丁目 | つじどうかんだい | 1968年10月1日    | 1968年10月1日      | 大字辻堂字西神台・字東神台・字土打、大字羽鳥字四ッ谷                                     |      |
| 辻堂新町一丁目 | つじどうしんまち | 1968年10月1日    | 1968年10月1日      | 大字辻堂字熊ノ森・字土打、大字羽鳥字萩原                                                 |      |
| 辻堂新町二丁目 | つじどうしんまち | 1968年10月1日    | 1968年10月1日      | 大字辻堂字後山、大字羽鳥字打越・字汲田                                                   |      |
| 辻堂新町三丁目 | つじどうしんまち | 1968年10月1日    | 1968年10月1日      | 大字辻堂字ガル池・字高山、大字羽鳥字汲田・字柏木                                         |      |
| 辻堂新町四丁目 | つじどうしんまち | 1968年10月1日    | 1968年10月1日      | 大字辻堂字猪王面・字高山・字ガル池                                                       |      |
| 羽鳥一丁目     | はとり           | 1968年10月1日    | 1968年10月1日      | 大字羽鳥字四ッ谷・字萩原、大字辻堂字東神台・字土打                                       |      |
| 羽鳥二丁目     | はとり           | 1968年10月1日    | 1968年10月1日      | 大字羽鳥字丸山・字打越・字駒形                                                           |      |
| 羽鳥三丁目     | はとり           | 1968年10月1日    | 1968年10月1日      | 大字羽鳥字丸山・字駒形・字打越・字萩原・字汲田                                           |      |
| 羽鳥四丁目     | はとり           | 1968年10月1日    | 1968年10月1日      | 大字羽鳥字駒形・字引地・字柏木・字汲田                                                   |      |
| 羽鳥五丁目     | はとり           | 1968年10月1日    | 1968年10月1日      | 大字羽鳥字引地・字柏木・字汲田、大字辻堂字ガル池・字高山                                 |      |
| 城南一丁目     | じょうなん       | 1968年10月1日    | 1968年10月1日      | 大字大庭字折戸、大字稲荷字四ッ裏、大字羽鳥字四ッ谷、大字辻堂字餅塚・字西神台             |      |
| 城南二丁目     | じょうなん       | 1968年10月1日    | 1968年10月1日      | 大字大庭字折戸・字下ノ谷・字南山・字御伊勢宮、大字稲荷字四ッ裏                           |      |
| 城南三丁目     | じょうなん       | 1968年10月1日    | 1968年10月1日      | 大字大庭字御伊勢宮・字城下・字引地、大字稲荷字引地脇・字引地下                           |      |
| 城南四丁目     | じょうなん       | 1968年10月1日    | 1968年10月1日      | 大字大庭字御伊勢宮・字引地、大字稲荷字引地脇、大字羽鳥字引地・字駒形                     |      |
| 城南五丁目     | じょうなん       | 1968年10月1日    | 1968年10月1日      | 大字大庭字折戸・字下ノ谷・字南山・字御伊勢宮、大字稲荷字四ッ裏、大字羽鳥字丸山・字四ッ谷 |      |

| 町名             | 町名の読み       | 町区域設定年月日 | 住居表示実施年月日 | 住居表示実施前の町名等                                                               | 備考 |
| ---------------- | ---------------- | ---------------- | ------------------ | ------------------------------------------------------------------------------------ | ---- |
| 藤沢の一部（北） | ふじさわ         | 1940年10月1日    | 未実施             |                                                                                      |      |
| 善行一丁目       | ぜんぎょう       | 1967年10月25日   | 未実施             |                                                                                      |      |
| 善行二丁目       | ぜんぎょう       | 1967年10月25日   | 未実施             |                                                                                      |      |
| 善行三丁目       | ぜんぎょう       | 1967年10月25日   | 未実施             |                                                                                      |      |
| 善行四丁目       | ぜんぎょう       | 1989年11月5日    | 未実施             |                                                                                      |      |
| 善行五丁目       | ぜんぎょう       | 1989年11月5日    | 1989年11月5日      | 大字藤沢字椎名谷・字乾塚、大字亀井野字山之神西                                       |      |
| 善行六丁目       | ぜんぎょう       | 1990年11月4日    | 1990年11月4日      | 大字藤沢字椎名谷・字渋沢・字庚申塚、大字亀井野字山之神西                             |      |
| 善行六丁目       | ぜんぎょう       | 1996年10月6日    | 1996年10月6日      | 大字藤沢字庚申塚                                                                     |      |
| 善行七丁目       | ぜんぎょう       | 1990年11月4日    | 1990年11月4日      | 大字藤沢字渋沢・字庚申塚・字善行・字立石・字伊勢山辺・字本入                         |      |
| 本藤沢一丁目     | ほんふじさわ     | 1987年11月8日    | 1987年11月8日      | 大字藤沢字石名坂・字花ノ木                                                           |      |
| 本藤沢二丁目     | ほんふじさわ     | 1987年11月8日    | 1987年11月8日      | 大字藤沢字石名坂・字大原・字花ノ木                                                   |      |
| 本藤沢三丁目     | ほんふじさわ     | 1987年11月8日    | 1987年11月8日      | 大字藤沢字石名坂・字石原谷                                                           |      |
| 本藤沢四丁目     | ほんふじさわ     | 1987年11月8日    | 1987年11月8日      | 大字藤沢字大原・字唐池・字石原谷、大字稲荷字天神原・字池ノ辺・字中郷、大字大庭字持瀬 |      |
| 本藤沢五丁目     | ほんふじさわ     | 1987年11月8日    | 1987年11月8日      | 大字藤沢字石原谷                                                                     |      |
| 本藤沢六丁目     | ほんふじさわ     | 1987年11月8日    | 1987年11月8日      | 大字藤沢字石原谷・字善行・字本入                                                     |      |
| 本藤沢七丁目     | ほんふじさわ     | 1987年11月8日    | 1987年11月8日      | 大字藤沢字石原谷・字花ノ木・字本入                                                   |      |
| 善行団地         | ぜんぎょうだんち | 1987年11月8日    | 1987年11月8日      | 大字藤沢字中原・字唐池、大字石川字色子、大字大庭字唐池、稲荷字唐池                   |      |
| 立石一丁目       | たていし         | 1988年11月6日    | 1988年11月6日      | 大字藤沢字立石・字伊勢山辺                                                           |      |
| 立石二丁目       | たていし         | 1988年11月6日    | 1988年11月6日      | 大字藤沢字立石・字庚申塚                                                             |      |
| 立石三丁目       | たていし         | 1988年11月6日    | 未実施             |                                                                                      |      |
| 立石四丁目       | たていし         | 1988年11月6日    | 未実施             |                                                                                      |      |
| 花の木           | はなのき         | 1989年2月12日    | 1989年2月12日      | 大字藤沢字花ノ木・字本入・字白旗廻                                                   |      |
| みその台         | みそのだい       | 1989年2月12日    | 1989年2月12日      | 大字藤沢字本入・字善行・字伊勢山辺・字白旗廻                                         |      |
| 善行坂一丁目     | ぜんぎょうざか   | 1989年2月12日    | 1989年2月12日      | 大字藤沢字石原谷・字唐池・字善行                                                     |      |
| 善行坂二丁目     | ぜんぎょうざか   | 1989年2月12日    | 1989年2月12日      | 大字藤沢字唐池                                                                       |      |
| 白旗一丁目       | しらはた         | 1994年8月14日    | 1994年8月14日      | 大字藤沢字白旗廻                                                                     |      |
| 白旗二丁目       | しらはた         | 1994年8月14日    | 1994年8月14日      | 大字藤沢字白旗廻・字伊勢山辺                                                         |      |
| 白旗三丁目       | しらはた         | 1994年8月14日    | 1994年8月14日      | 大字藤沢字白旗廻・字伊勢山辺                                                         |      |
| 白旗四丁目       | しらはた         | 1994年8月14日    | 1994年8月14日      | 大字藤沢字伊勢山辺・字立石                                                           |      |
| 大庭の一部       | おおば           | 1940年10月1日    | 未実施             |                                                                                      |      |
| 稲荷             | いなり           | 1940年10月1日    | 未実施             |                                                                                      |      |
| 稲荷一丁目       | いなり           | 1987年11月8日    | 1987年11月8日      | 大字稲荷字中郷・字引地脇、大字藤沢字大原                                             |      |
| 亀井野の一部     | かめいの         | 1942年3月10日    | 未実施             |                                                                                      |      |
| 西俣野の一部     | にしまたの       | 1942年3月10日    | 未実施             |                                                                                      |      |
| 石川の一部       | いしかわ         | 1942年3月10日    | 未実施             |                                                                                      |      |

| 町名       | 町名の読み | 町区域設定年月日 | 住居表示実施年月日 | 住居表示実施前の町名等 | 備考 |
| ---------- | ---------- | ---------------- | ------------------ | ---------------------- | ---- |
| 大庭の一部 | おおば     | 1940年10月1日    | 未実施             |                        |      |
| 石川の一部 | いしかわ   | 1942年3月10日    | 未実施             |                        |      |
| 遠藤の一部 | えんどう   | 1955年4月5日     | 未実施             |                        |      |

| 町名         | 町名の読み     | 町区域設定年月日 | 住居表示実施年月日 | 住居表示実施前の町名等 | 備考 |
| ------------ | -------------- | ---------------- | ------------------ | ---------------------- | ---- |
| 亀井野       | かめいの       | 1994年8月14日    | 1994年8月14日      |                        |      |
| 亀井野一丁目 | かめいの       | 1994年8月14日    | 1994年8月14日      |                        |      |
| 亀井野二丁目 | かめいの       | 1994年8月14日    | 1994年8月14日      |                        |      |
| 亀井野三丁目 | かめいの       | 1994年8月14日    | 1994年8月14日      |                        |      |
| 亀井野四丁目 | かめいの       | 1994年8月14日    | 1994年8月14日      |                        |      |
| 円行一丁目   | えんぎょう     | 1994年8月14日    | 1994年8月14日      |                        |      |
| 石川一丁目   | いしかわ       | 1994年8月14日    | 1994年8月14日      |                        |      |
| 石川二丁目   | いしかわ       | 1994年8月14日    | 1994年8月14日      |                        |      |
| 石川三丁目   | いしかわ       | 1994年8月14日    | 1994年8月14日      |                        |      |
| 石川四丁目   | いしかわ       | 1994年8月14日    | 1994年8月14日      |                        |      |
| 西俣野       | にしまたの     | 1994年8月14日    | 1994年8月14日      |                        |      |
| 天神町一丁目 | てんじんちょう | 1994年8月14日    | 1994年8月14日      |                        |      |
| 天神町二丁目 | てんじんちょう | 1994年8月14日    | 1994年8月14日      |                        |      |
| 天神町三丁目 | てんじんちょう | 1994年8月14日    | 1994年8月14日      |                        |      |

| 町名         | 町名の読み     | 町区域設定年月日 | 住居表示実施年月日 | 住居表示実施前の町名等 | 備考 |
| ------------ | -------------- | ---------------- | ------------------ | ---------------------- | ---- |
| 湘南台一丁目 | しょうなんだい | 1994年8月14日    | 1994年8月14日      |                        |      |
| 湘南台二丁目 | しょうなんだい | 1994年8月14日    | 1994年8月14日      |                        |      |
| 湘南台三丁目 | しょうなんだい | 1994年8月14日    | 1994年8月14日      |                        |      |
| 湘南台四丁目 | しょうなんだい | 1994年8月14日    | 1994年8月14日      |                        |      |
| 湘南台五丁目 | しょうなんだい | 1994年8月14日    | 1994年8月14日      |                        |      |
| 湘南台六丁目 | しょうなんだい | 1994年8月14日    | 1994年8月14日      |                        |      |
| 湘南台七丁目 | しょうなんだい | 1994年8月14日    | 1994年8月14日      |                        |      |
| 桐原町       | きりはらちょう | 1994年8月14日    | 1994年8月14日      |                        |      |
| 土棚         | つちだな       | 1994年8月14日    | 1994年8月14日      |                        |      |
| 円行一丁目   | えんぎょう     | 1994年8月14日    | 1994年8月14日      |                        |      |
| 円行二丁目   | えんぎょう     | 1994年8月14日    | 1994年8月14日      |                        |      |

| 町名       | 町名の読み | 町区域設定年月日 | 住居表示実施年月日 | 住居表示実施前の町名等 | 備考 |
| ---------- | ---------- | ---------------- | ------------------ | ---------------------- | ---- |
| 石川五丁目 | いしかわ   | 1994年9月23日    | 未実施             |                        |      |
| 石川六丁目 | いしかわ   | 1994年9月23日    | 未実施             |                        |      |
| 石川の一部 | いしかわ   | 1942年3月10日    | 未実施             |                        |      |
| 遠藤の一部 | えんどう   | 1955年4月5日     | 未実施             |                        |      |

| 町名   | 町名の読み   | 町区域設定年月日 | 住居表示実施年月日 | 住居表示実施前の町名等 | 備考 |
| ------ | ------------ | ---------------- | ------------------ | ---------------------- | ---- |
| 長後   | ちょうご     | 1955年4月5日     | 未実施             |                        |      |
| 高倉   | たかくら     | 1955年4月5日     | 未実施             |                        |      |
| 下土棚 | しもつちだな | 1942年3月10日    | 未実施             |                        |      |

| 町名   | 町名の読み   | 町区域設定年月日 | 住居表示実施年月日 | 住居表示実施前の町名等 | 備考 |
| ------ | ------------ | ---------------- | ------------------ | ---------------------- | ---- |
| 用田   | ようだ       | 1955年4月5日     | 未実施             |                        |      |
| 葛原   | くずはら     | 1955年4月5日     | 未実施             |                        |      |
| 菖蒲沢 | しょうぶさわ | 1955年4月5日     | 未実施             |                        |      |
| 打戻   | うちもどり   | 1955年4月5日     | 未実施             |                        |      |
| 獺郷   | おそごう     | 1955年4月5日     | 未実施             |                        |      |
| 宮原   | みやばら     | 1955年4月5日     | 未実施             |                        |      |

1. ↑  字砥上の区域に限る。
2. 1 2 3 4 5 6 7 8 9  町名地番整理実施区域（村岡東二丁目、村岡東三丁目の各一部を除く。）

1. 1 2 3 4 5  “藤沢都市計画事業柄沢特定土地区画整理事業 住所対照表”.   藤沢市 (2018年11月17日). 2020年5月26日閲覧。
2. 1 2 3 4  村岡東部土地区画整理事業換地処分公告があった日（1976年10月12日）の翌日（現・村岡東二丁目、村岡東三丁目の各一部に事業区域外が含まれる）。
3. ↑  町区域の一部に村岡東二丁目土地区画整理事業（2014年10月10日換地処分公告）が含まれる。

1. 1 2  北部第二（一地区）土地区画整理事業換地処分公告があった日（1994年9月22日）の翌日。
2. ↑  石川六丁目、遠藤、菖蒲沢及び桐原町に囲まれた区域。
3. ↑  都市計画道路3・4・7号亀井野二本松線より北の区域。

### 郵便
郵便番号
- 251-00xx、251-08xx（大庭・善行・立石以南の地域） - 藤沢郵便局が管轄・集配を担当する。
- 252-08xx（石川・亀井野・西俣野以北の地域） - 藤沢北郵便局が管轄・集配を担当する。

### 環境整備法
厚木飛行場を離着陸する軍用機の飛行経路に位置し、騒音が特に激しい地域に対しては環境整備法に基づき住宅防音工事および空調用光熱費の助成対象地域に指定されている。おおむね藤沢バイパスより北側の引地川以西に限られていたが、2006年（平成18年）の基準見直しによりWECPNL75以上の地域も追加となり、海岸線に至る広範囲において家屋竣工時期などの諸条件を満たした家屋で申請可能となった。

### 湘南ライフタウン
1988年、湘南ライフタウン区域内の茅ヶ崎市民が藤沢市への編入を求める住民運動が発生した。茅ヶ崎市からの教育事務委託という形で小学生の越境通学が認められた例のように、該当する地域に対し教育面で不利が生じないよう措置され、（少なくとも行政上は）一応の解決をみた。

## 行政
- 市長：鈴木恒夫（2012年2月26日就任、4期目）

### 歴代市長
- 初代 大野守衛（1941年 - 1942年）※ 1940年（昭和15年）市長代理
- 2代 金子小一郎（1942年 - 1946年）
- 3 - 4代 飛嶋繁（1946年 - 1948年）
- 5代 伊沢十郎（1948年 - 1952年）
- 6 - 10代 金子小一郎（1952年 - 1972年）
- 11 - 17代 葉山峻（1972年 - 1996年）
- 18 - 20代 山本捷雄（1996年 - 2008年）
- 21代 海老根靖典（2008年 - 2012年）
- 22 - 25代 鈴木恒夫（2012年 - ）

### 行政機関
市
- 藤沢市役所
- 藤沢市消防局
- 藤沢市民病院

県
- 神奈川県湘南地域県政総合センター（藤沢市・平塚市・茅ヶ崎市・秦野市・伊勢原市・寒川町・大磯町・二宮町）
- 神奈川県藤沢警察署
- 神奈川県藤沢北警察署
- 神奈川県立総合療育相談センター
- 神奈川県中央児童相談所
- かながわ人材育成支援センター
- 神奈川県教育委員会教育局湘南三浦教育事務所（藤沢市・横須賀市・茅ヶ崎市・鎌倉市・逗子市・三浦市・葉山町・寒川町）（横須賀市は、給与課に係る業務に限る）
- 神奈川県企業庁水道局藤沢営業所
- 神奈川県立総合教育センター

国
- 藤沢労働基準監督署
- 日本年金機構藤沢年金事務所
- 藤沢税務署
- 東京国税局税務相談室藤沢分室
- 横浜地方法務局湘南支局[注釈 6]
- 藤沢区検察庁
- 海上保安庁湘南海上保安署

## 議会

### 市議会
- 定数：36名
- 任期：2019年（令和元年）5月1日 - 2023年（令和5年）4月30日
- 議長：加藤一（ふじさわ湘風会、4期）
- 副議長：有賀正義（民主・無所属クラブ、4期）

| 会派名                     | 議席数 | 議員名（◎は代表）                                                                                 |
| -------------------------- | ------ | ------------------------------------------------------------------------------------------------- |
| 民主・無所属クラブ         | 10     | ◎柳田秀憲、安藤好幸、神尾江里、谷津英美、清水竜太郎、友田宗也、大矢徹、永井譲、竹村雅夫、有賀正義 |
| 市民クラブ藤沢             | 9      | ◎佐賀和樹、石井世悟、西智、桜井直人、栗原貴司、松長由美絵、北橋節男、山口政哉、井上裕介           |
| ふじさわ湘風会             | 7      | ◎吉田淳基、杉原栄子、甘粕和彦、佐野洋、堺英明、神村健太郎、加藤一                                 |
| 藤沢市公明党               | 5      | ◎松下賢一郎、平川和美、東木久代、武藤正人、塚本昌紀                                               |
| 日本共産党藤沢市議会議員団 | 4      | ◎柳沢潤次、土屋俊則、味村耕太郎、山内幹郎                                                         |
| アクティブ藤沢             | 1      | ◎原田建                                                                                           |
| 計                         | 36     |                                                                                                   |

### 神奈川県議会（藤沢市選挙区）
- 定数：5名
- 任期：2019年（平成31年）4月30日 - 2023年（令和5年）4月29日

| 氏名       | 会派名                                   |
| ---------- | ---------------------------------------- |
| 市川和広   | 自由民主党神奈川県議会議員団             |
| 脇礼子     | 立憲民主党・民権クラブ神奈川県議会議員団 |
| 国松誠     | 自由民主党神奈川県議会議員団             |
| 松長泰幸   | 県政会神奈川県議会議員団                 |
| 渡辺ひとし | 公明党神奈川県議会議員団                 |

### 衆議院
- 藤沢市は、高座郡寒川町と構成される神奈川12区が衆議院議員の選挙区となる。
- 任期：2021年10月31日 - 2025年10月30日

| 氏名     | 党派名     | 当選回数 | 備考     |
| -------- | ---------- | -------- | -------- |
| 阿部知子 | 立憲民主党 | 8        | 選挙区   |
| 星野剛士 | 自由民主党 | 4        | 比例復活 |

## 司法
- 藤沢簡易裁判所

## 産業
- 製造品出荷額は1兆3933億985万円（令和2年）前年と比べて831億9,645万円減少した。[50]

### 藤沢市に本社・工場を置く企業
東証1部上場、およびその子会社
- ヤクルト：湘南化粧品工場
- メルシャン：藤沢工場
- 日本精工：藤沢工場・藤沢技術センター・桐原工場
- NSKマイクロプレシジョン：藤沢工場
- 神戸製鋼所：藤沢事業所
- オイレス工業：本社・藤沢事業場
- 日本ギア工業：本社・藤沢事業所
- 荏原製作所：藤沢事業所（藤沢工場）
- ミネベアミツミ：藤沢工場
- Sony：湘南テクノロジーセンター
- 池上通信機：システムセンター[注釈 7]
- アズビル：藤沢テクノセンター
- いすゞ自動車：藤沢工場
- アイパック：本社・藤沢工場
- いすゞ車体：本社・藤沢工場
- いすゞテクノ：本社
- 横浜日野自動車：本社
- 東京ラヂエーター製造：本社・藤沢工場
- NOK：湘南開発センター（藤沢事業場）
- シロキ工業：藤沢工場（および登記上本店）
- プレス工業：藤沢工場
- 佐藤商事：機械部・神奈川コイルセンターほか
- 江ノ島電鉄：本社
- 江ノ電バス：本社
- 神中興業：本社工場・藤沢工場
- ステップ：本社

東証2部上場、およびその子会社
- 魚喜：本社
- オーゼックステクノ（もとフジオーゼックス本社・藤沢工場）

JASDAQ上場
- 元旦ビューティ工業：本社

NASDAQ上場
- ウエスタンデジタル社HGSTジャパン藤沢工場（もと日立グローバルストレージテクノロジーズ藤沢工場、日本IBM藤沢工場・研究所）

非上場等
- 秋本食品：藤沢工場
- 近藤乳業：本社・湘南工場
- 大和食品工業：湘南藤沢工場
- 宝製菓：藤沢工場
- 古久家：本社
- 湘南スターモア化粧品
- 佐賀鉄工所：本部・藤沢工場
- 湘南薬品：本社
- ニュー・クイック：本社
- やまか：本社
- アゾンインターナショナル：本社
- ジル
- サンキホーム
- タウンネットワークサービス：本社
- つちやエンジニアリング
- シフト
- 湘南グリーンサービス
- タックルベリー：本社
- 新堀ギターアカデミー：本社
- パパラギ ダイビングスクール：本社
- 山神ボクシングジム
- 湘南ユナイテッド藤沢：本社

過去に本社・工場を置いていた企業
- 武田薬品工業(2006年湘南工場閉鎖、跡地は湘南アイパーク）
- 日本電気硝子(2015年藤沢事業場閉鎖）
- 関東特殊製鋼(2002年藤沢工場閉鎖）
- 日本電池 (2001年藤沢工場閉鎖）
- 松下電器産業 (2009年藤沢工場閉鎖）
- コロワイド(2000年本社移転)
- 岡田電池(1932年工場閉鎖）
- 東京醸造株式会社(1955年廃業）
- 大和醸造(1961年統合）
- 湘南海童社(2013年廃業）
- ロピア(2019年本社移転）

過去に存在した商人など
- 『武相のぞき』によると、過去に存在した商工業者は青物、乾物の青木、藤野、牛豚ハム製造の尾島、米穀の榎本、米肥の今井、米肥木炭の飯塚、材木商の大澤、寺田、稲元屋丸三呉服店の寺田、洋品商の小塚、土木建築業の青木、製茶の斎藤、甘藷問屋の鈴木などがいた[52]。

過去に存在した屠場
- 藤沢屠場[53] - 『神奈川の畜産 昭和九年三月』によると個人経営で、屠場主は尾島隆利である[53]。

### 農業・漁業
市内には漁港、養豚場、農園、果樹園などがある。

#### 漁港
- 片瀬漁港

特産品
湘南野菜は安全・安心・新鮮で味も美味しい野菜のブランド。北西部を中心に市内に多数ある直売所やスーパー等で購入可能である。
魚介類は市外の魚市場、市内外の鮮魚仲卸業者や直売・朝市、江ノ島周辺の飲食店等を通して消費者に提供している。
果樹園が市の北東部（湘南台・長後周辺）に多くあり、特に大粒ブドウとして全国に普及した藤稔の原産地である。これらの果樹は直売所 を通じて販売が行われている。
- 湘南しらす(釜揚げしらす等)
- 藤稔（ブドウ）
- 高座豚
- 湘南たたみいわし
- 湘南ハマグリ
- 江の島カマス
- 湘南わかめ
- 貝細工
- 湘南トマト
- 湘南キャベツ
- 湘南キュウリ
- 湘南きくいも

### 酒造業

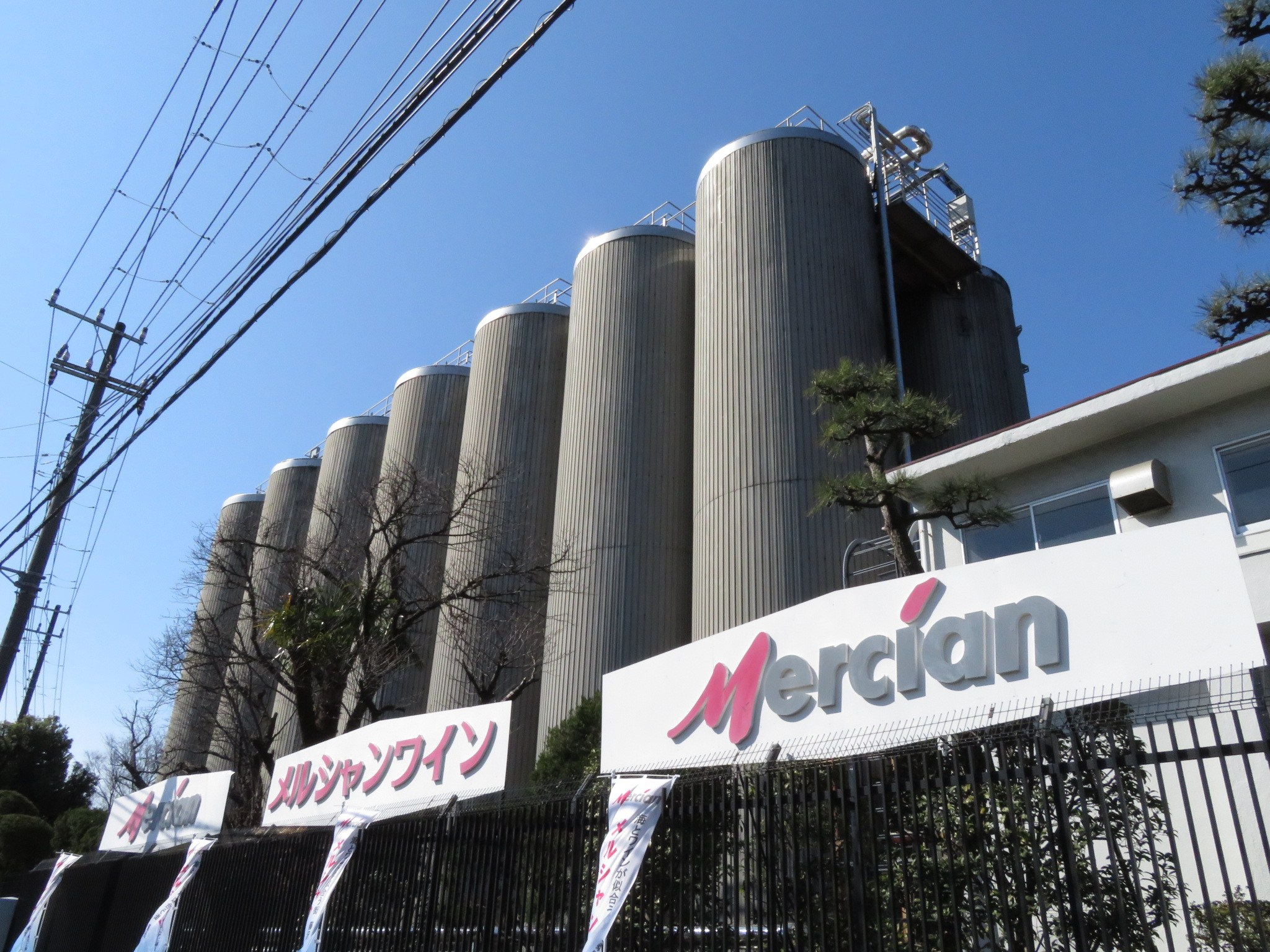
メルシャン藤沢工場 (2019年撮影)

中世において藤沢での酒造りは廃れていたが、大正年間以降は酒類生産地としての側面をもつ。酒造業者は平野藤右衛門がいた。
1919年（大正8年）に創業した大日本醸造は、一帯で収穫されるサツマイモや雑穀を原料に、鈴木梅太郎が発明した合成清酒「新進」を藤沢工場で量産開始、販売した。やがて他社製品を含め大量生産されるようになった合成清酒は日本中に広まった。1961年（昭和36年）に大和醸造は三楽酒造に吸収、後にキリンHD子会社のメルシャンとなり、国内総生産量日本一のワイン製造拠点として稼働中である。
また、南藤沢のオーケー藤沢店が立つ敷地には、かつて存在した酒造メーカー、東京醸造株式会社の工場があった。藤沢蒸溜所で製造された「トミー・モルトウィスキー」は、日本国内の本格的モルトウイスキーとしては1929年発売のサントリー「白札」に次ぎ、1937年（昭和12年）に発売された（3番目が1940年発売の「ニッカウヰスキー」）。
戦後、東京醸造は倒産したものの、藤沢工場は壽屋、つぎに森永醸造へと渡り、製造は1960年代後半に閉鎖されるまで続いた。

## 姉妹都市・提携都市

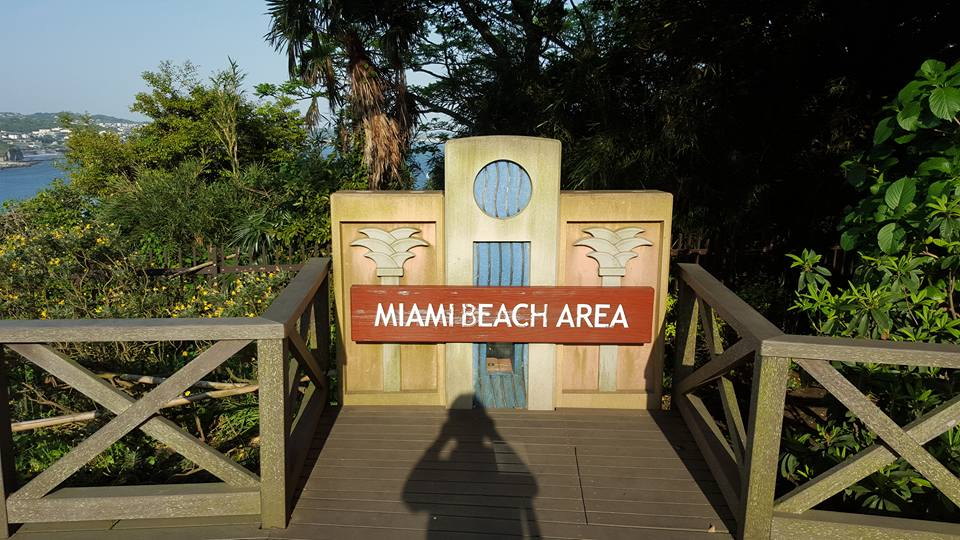
江の島のサムエル・コッキング苑内、マイアミビーチ広場に立つアール・デコ調のモニュメント。MIAMI BEACH AREA の文字盤下部の箱には、マイアミビーチ市から贈られた「友好の鍵」が納められている。

### 国内
姉妹都市
- 松本市（長野県） - 1961年（昭和36年）7月29日 姉妹都市提携締結。

提携都市
- 江南市（愛知県） - 2004年（平成16年）9月1日 災害時相互応援協定締結。

### 海外
姉妹都市
- マイアミビーチ市 - 1959年（昭和34年）3月5日提携。
- ウィンザー市 - 1987年（昭和62年）12月2日提携
- 保寧市 - 2002年（平成14年）11月15日提携

友好都市
- 昆明市 - 1981年（昭和56年）11月5日提携

## 医療
- 藤沢市民病院
- 藤沢湘南台病院
- 湘南慶育病院
- 湘南藤沢徳洲会病院
- 藤沢市保健医療センター
- 湘南大平台病院

## 教育

### 大学
- 慶應義塾大学湘南藤沢キャンパス
- 湘南工科大学
- 多摩大学湘南キャンパス
- 日本大学生物資源科学部

### 専門学校
公立
- 藤沢市立看護専門学校
  - 1970年（昭和45年）に藤沢市立高等看護学院として開校、1984年（昭和59年）に専修学校として認可され現在の名称に改称[59]。

私立
- 国際新堀芸術学院藤沢本校（専修学校併設）
- 湘南看護専門学校

- 日本ガーデンデザイン専門学校

### 高等学校
公立
- 神奈川県立湘南高等学校
- 神奈川県立湘南台高等学校
- 神奈川県立藤沢工科高等学校
- 神奈川県立藤沢清流高等学校
- 神奈川県立藤沢総合高等学校
- 神奈川県立藤沢西高等学校

私立
- 鵠沼高等学校
- 慶應義塾湘南藤沢高等部※中高併設
- 湘南学園高等学校※中高併設
- 湘南工科大学附属高等学校
- 湘南白百合学園高等学校※中高併設
- 藤嶺学園藤沢高等学校※中高併設
- 日本大学藤沢高等学校※中高併設
- 藤沢翔陵高等学校
- 聖園女学院高等学校※中高併設

### 中学校
公立
- 藤沢市立秋葉台中学校
- 藤沢市立大清水中学校
- 藤沢市立大庭中学校
- 藤沢市立片瀬中学校
- 藤沢市立鵠沼中学校
- 藤沢市立御所見中学校
- 藤沢市立湘南台中学校
- 藤沢市立湘洋中学校
- 藤沢市立善行中学校
- 藤沢市立高倉中学校
- 藤沢市立高浜中学校
- 藤沢市立滝の沢中学校
- 藤沢市立第一中学校
- 藤沢市立長後中学校
- 藤沢市立羽鳥中学校
- 藤沢市立藤ヶ岡中学校
- 藤沢市立六会中学校
- 藤沢市立村岡中学校
- 藤沢市立明治中学校

私立
- 慶應義塾湘南藤沢中等部※中高併設
- 湘南学園中学校※中高併設
- 湘南白百合学園中学校※中高併設
- 藤嶺学園藤沢中学校※中高併設
- 日本大学藤沢中学校※中高併設
- 聖園女学院中学校※中高併設

### 小学校
公立
- 藤沢市立秋葉台小学校
- 藤沢市立石川小学校
- 藤沢市立大越小学校
- 藤沢市立大清水小学校
- 藤沢市立大庭小学校
- 藤沢市立片瀬小学校
- 藤沢市立亀井野小学校
- 藤沢市立鵠沼小学校
- 藤沢市立小糸小学校
- 藤沢市立鵠南小学校
- 藤沢市立鵠洋小学校
- 藤沢市立駒寄小学校
- 藤沢市立御所見小学校
- 藤沢市立湘南台小学校
- 藤沢市立新林小学校
- 藤沢市立善行小学校
- 藤沢市立高砂小学校
- 藤沢市立高谷小学校
- 藤沢市立滝の沢小学校
- 藤沢市立大鋸小学校
- 藤沢市立大道小学校
- 藤沢市立長後小学校
- 藤沢市立辻堂小学校
- 藤沢市立天神小学校
- 藤沢市立中里小学校
- 藤沢市立羽鳥小学校
- 藤沢市立浜見小学校
- 藤沢市立藤沢小学校
- 藤沢市立富士見台小学校
- 藤沢市立本町小学校
- 藤沢市立俣野小学校
- 藤沢市立六会小学校
- 藤沢市立村岡小学校
- 藤沢市立明治小学校
- 藤沢市立八松小学校

私立
- 湘南学園小学校
- 湘南白百合学園小学校
- 日本大学藤沢小学校

### 特別支援学校
公立
- 神奈川県立藤沢養護学校
- 藤沢市立白浜養護学校

### 各種学校
- 三共自動車学校
- 藤沢高等自動車学校
- 湘南台自動車学校

## マスコミ
放送事業者
- ジェイコム湘南（旧藤沢ケーブルテレビ・2001年（平成13年）4月にシーエーティーヴィ横須賀ならびに茅ヶ崎市をサービスエリアとする旧ジェイコム湘南と合併）

ラジオ放送
- コミュニティ放送
  - 藤沢エフエム放送

## 文教施設
- 藤沢市民会館
- 湘南台文化センター
- 藤沢市文書館
- 藤沢青少年会館
- 辻堂青少年会館
- 地域市民の家
- 地域子供の家・児童館

### 図書館
藤沢市図書館全体としては録音・映像資料貸出、貸出返却システムの導入、障碍を持つ利用者への対応など進歩的な取り組みが見られる。しかし、南市民図書館の施設は旧中央図書館時代から使用されている老朽化が著しく、バリアフリー設備も不十分なため、隣接する藤沢市民会館を含めた複合施設への建替・移転が検討されている。
- 総合市民図書館
- 南市民図書館（旧中央図書館、2019年にODAKYU湘南GATE6階へ暫定移転[65]）
- 辻堂市民図書館
- 湘南大庭市民図書館

### 運動施設
民間施設、廃止された施設は藤沢市のスポーツを参照。

#### 市営
一部の公園付帯施設は省略。詳細は スポーツ施設と事業（藤沢市みらい創造財団）  を参照。
この他、多くの公民館に200人程度のホール兼用体育室が備わる。
- 秋葉台公園 
  - 秋葉台文化体育館 - 市内最大の屋内体育館。観客席3000の第一体育室、武道場、弓道場など。
  - 秋葉台公園プール - 観客席353の50mプール、流れるプール、屋内25mプールなど
  - 秋葉台公園球技場 - 観客席1436のサッカー・ラグビー向け人工芝フィールド。照明設備有り
- 秩父宮記念体育館 - 観客席793のメインアリーナ、武道場、弓道場など。
- 鵠沼運動公園 （八部公園） - 八部野球場、プール、テニスコートなど
- 鵠沼海浜公園 - 3mハーフパイプを併設したスケートパーク
- 藤沢市石名坂温水プール
- 藤沢市少年の森 - アスレチックコースなど。キャンプ場では宿泊も可能（要予約）
- 緑の広場 - 藤沢市においては、民間遊休地を借り上げ、市民に開放した多目的広場を指す。市内に点在し、規模や用途はまちまち。利用ルールは統一されておらず、予約制の球技場やゲートボールコートとされる場合、遊具が設置され公園と見分けがつかない場合、さらには市民農園用地の場合もある。

#### 県営
- 神奈川県立スポーツセンター
  - 神奈川県立スポーツセンター陸上競技場 - 第2種公認、観客席は約5200（芝生席を含む）
  - 照明設備付フットサルコート、球技場、屋内プール、体育館、テニスコートなど
- 湘南海岸公園 - テニスコート、サーフビレッジ、ランニングステーション
- 辻堂海浜公園 - プール（ジャンボプール）、多目的グラウンドなど
- 江の島ヨットハーバー
- 境川サイクリングロード

## 交通

### 鉄道路線
藤沢市の鉄道路線は市域南部を東西にJR線、市域東部を南北に江ノ島線（小田急）、そして、湘南モノレールが市域南東部の片瀬地区を通過している。
藤沢駅は市役所等行政施設の最寄り駅であり、市の中心となる駅である。JR線、小田急線、江ノ島電鉄線の乗り入れがある。（観光路線として有名な江ノ電へも乗り換え可能である。江ノ電は藤沢駅を起点として江ノ島駅方面へ南下し、相模湾岸を沿いながら鎌倉駅方面へ向かう。）
辻堂駅は南西部の交通拠点駅であり、2000年代から同駅北口にあった関東特殊製鋼跡地を「湘南C-X」として再開発された。
湘南台駅は、小田急、相鉄、横浜市営地下鉄の3つの鉄道事業者が乗り入れ、北部の交通結節点となっている。同駅は1999年にいずみ野線（相鉄）とブルーライン（横浜市営地下鉄）延伸以来、利用者が延伸前年、1998年の約5万人から2018年には約18万人と3倍増した。
東日本旅客鉄道（JR東日本）
 東海道線・■上野東京ライン・ 湘南新宿ライン
- - 藤沢駅 - 辻堂駅 -

小田急電鉄
 江ノ島線
- - 長後駅 - 湘南台駅 - 六会日大前駅 - 善行駅 - 藤沢本町駅 - 藤沢駅 - 本鵠沼駅 - 鵠沼海岸駅 - 片瀬江ノ島駅

相模鉄道（相鉄）
 相鉄いずみ野線
- - 湘南台駅

横浜市営地下鉄
 ブルーライン
- - 湘南台駅

江ノ島電鉄 (江ノ電)
 江ノ島電鉄線
- 藤沢駅 - 石上駅 - 柳小路駅 - 鵠沼駅 - 湘南海岸公園駅 - 江ノ島駅 -

湘南モノレール
■江の島線
- - 目白山下駅 - 湘南江の島駅

計画中の路線
- 相鉄いずみ野線の延伸
  - 湘南台駅から東海道新幹線の新駅設置計画がある高座郡寒川町倉見地区までの約8km。2016年に、国土交通省における交通政策審議会の「東京圏における今後の都市鉄道のあり方について」の答申において、2030年までに整備すべき24路線の一つに位置づけられた。現在は慶應義塾大学湘南藤沢キャンパス付近の3.3kmを第一区間と位置付け、先行整備する計画が進められている。市内秋葉台公園の北東側にA駅、慶應義塾大学湘南藤沢キャンパス付近にB駅を想定し、それぞれの駅周辺のまちづくりについて検討を進めている[66]。（寒川町倉見地区には新幹線新駅設置に伴う都市基盤の整備のため、「ツインシティ整備計画」が策定されており、神奈川県における全国との交流・連携の窓口として「南のゲート」として位置づけられ、リニア中央新幹線の新駅が設置される相模原市の橋本駅周辺の「北のゲート」と共に対をなす計画となっている。なお、藤沢市は神奈川県、経済団体及び厚木市等の近隣自治体と共に「神奈川県東海道新幹線新駅設置促進期成同盟」に加盟している。）
- JR東海道線の村岡新駅(仮称)
  - 大船駅 - 藤沢駅間の中間地点である村岡地区における新駅設置計画。当地にはかつて湘南貨物駅があった。2018年には神奈川県、藤沢市及び村岡地区と隣接する鎌倉市と「村岡新駅（仮称）設置協議会」を設立した。村岡地区には武田薬品工業湘南ヘルスイノベーションパークがあり、同社における研究開発の拠点となっている。また、村岡地区に隣接する鎌倉市深沢地区にあったJR大船工場の跡地と道路で結び、一体的な都市開発を行う方針となっている。
  - 2021年2月8日神奈川県、藤沢市、鎌倉市とJR東日本は、村岡新駅を設置することに合意し、覚書を締結した。[67]

備考
- 江ノ電は、1902年（明治35年）藤沢 - 片瀬（現・江ノ島駅）間で開業し、藤沢駅を起点とし、本社は藤沢市片瀬海岸にある。（鎌倉までの全線が開通したのは1910年（明治43年））
- 東海道新幹線が新横浜駅 - 小田原駅間で藤沢市北部地域を通過している。地図上では （新横浜駅←）大和市 - 藤沢市（長後） - 綾瀬市 - 藤沢市（葛原・用田） - 海老名市 - 藤沢市（宮原） - 寒川町（→小田原駅）となっており、藤沢市を3度通過している。
- 過去に存在した駅として、旅客駅(村岡新駅)の新設計画がある湘南貨物駅の他、江ノ島電鉄の前身である江ノ島電気鉄道に多数。
- 藤沢市内には、在来線（JR東日本、小田急、江ノ電、相鉄）、新幹線（JR東海）、地下鉄（横浜市営地下鉄）、懸垂式モノレール（湘南モノレール）の4形態の鉄道が走る。そのうち江ノ電は併用軌道の路面電車という形態でも市内を通過する。
- 村岡新駅構想に先立ち、根岸線に対し開業以前から大船以西延長の要望が出ていたが実現しなかった[68]
- かつて、江の島へ渡る海上索道[69]、跨座式モノレール（ドリーム交通。）の六会・長後駅延伸、湘南ライフタウン方面へのガイドウェイバス・LRTが計画されたことがある[70]。

### 路線バス

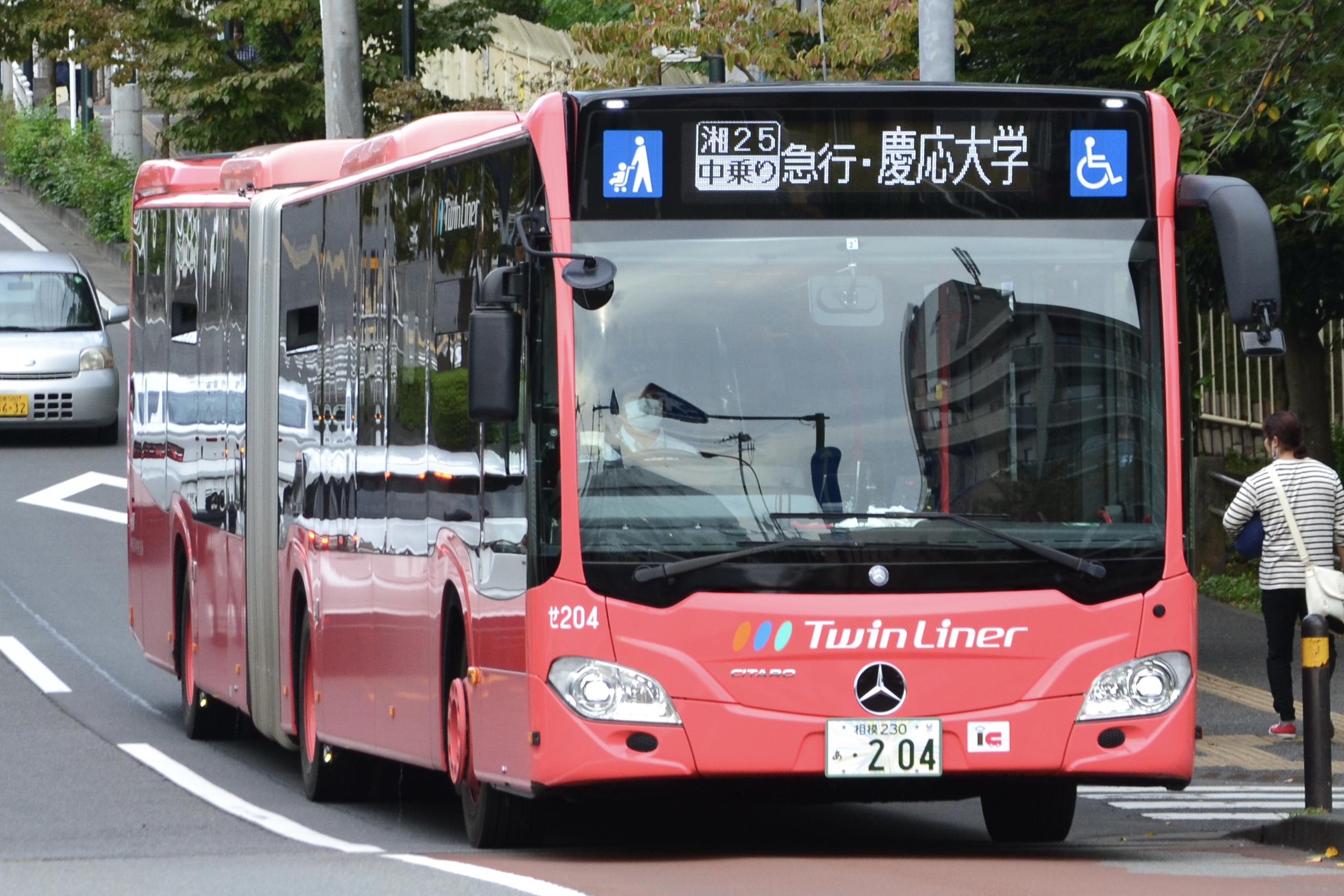
藤沢市北部を運行するツインライナー。ドイツのメルセデス・ベンツ製の車両が運行されている。

市内主要駅を中心に複数事業者によるネットワークが形成されるほか、地域によってはバスを補完する乗合タクシーの運行がみられる。2025年5月までは京浜急行バスも江ノ島周辺に乗り入れていた。
また、2005年に神奈川県内初、「ツインライナー（大型連節バス）」(湘南台駅西口～慶応大学間)の運行が開始された。これは、1999年に湘南台駅へ相鉄いずみ野線と横浜市営地下鉄が延伸以降、バス路線が慢性的な輸送力不足となり、この問題を解決するために導入されたものである。2018年には辻堂駅北口～湘南ライフタウン・慶応大学間でも運行が開始された。
（湘南台駅の利用者は延伸前年である1998年の約5万人から2002年には約10万人と倍増した。2003年に国土交通省、神奈川県、神奈川県警察、慶応大学と神奈川中央交通により「新たな公共交通システム導入検討委員会」が発足し、2004年に新たな公共交通システムとして、通常のバスの約2倍の輸送力を持つ「ツインライナー」の導入が提言され、2005年に運行が開始された。その輸送力とともに藤沢市などと連携し「PTPS」（公共車両優先システム ※2）を強化している。）
その他、藤沢駅、辻堂駅から空港リムジンバス、高速バスが発着する。
路線系統の詳細は各営業所の項を、駅前乗り場の詳細は鉄道各駅バス路線の項を参照。
- 神奈川中央交通
  - 茅ヶ崎営業所
  - 綾瀬営業所
  - 戸塚営業所
  - 藤沢営業所
- 江ノ電バス
  - 湘南営業所

地域提案型バス
1997年にスタートした藤沢市独自の政策で、住民の要望を市が集約し、事業者とも協議し新規路線開発を提案する制度。同年開始したオムニバスタウン制度対象ではない。
自治体が主体となって運行するコミュニティバスとは異なり、運行は事業者に一任され、市は路線や運行ダイヤの要望など住民側の意見を取りまとめる役となる他、バス購入費の補助も行う。営業不振の場合、市を通して市民に利用を呼びかける等フォローが行われ、新規路線として再編成された例もある。
以下に本制度により開設された路線を挙げる。（神）は神奈中、（江）は江ノ電バス運行路線。
- 藤が岡線 -（神）旧称・湘南ロコ号
- 渡内循環線 - (江）こまわりくん
- 病院辻堂線 -（神）(2002年高山車庫へ、2018年藤沢駅へ延伸）
- 上土棚団地線 -（神）
- こぶし荘線 -（神）
- 南海岸線 -（神）・（江） - 現行 辻03系統
- 善行団地北周り線 -（神）
- 天神町循環線 -（神）てんじんミニバス
- 教養センター循環線 - (江）こまわりくん
- 御所見南部循環線（廃止、湘南台宮原線へ再編）ふじみ号
- 善行団地循環線 -（神）
- 柄沢循環線 -（神）
- 柄沢大船線 -（神）
- 湘南台宮原線 -（神）現行 湘19系統

### 道路
高速道路・有料道路
- 首都圏中央連絡自動車道：藤沢IC
  - 新湘南バイパス
  - 横浜湘南道路（未開通）

一般国道
- 国道1号
  - 藤沢バイパス
  - 新湘南バイパス
- 国道134号
- 国道467号
- 国道468号（未開通）
  - 横浜湘南道路（未開通）

主要地方道
- 神奈川県道22号横浜伊勢原線
  - 用田バイパス
- 神奈川県道30号戸塚茅ヶ崎線
- 神奈川県道32号藤沢鎌倉線
- 神奈川県道42号藤沢座間厚木線
- 神奈川県道43号藤沢厚木線
- 神奈川県道44号伊勢原藤沢線
- 神奈川県道45号丸子中山茅ヶ崎線
- 神奈川県道47号藤沢平塚線

その他の県道
- 神奈川県道302号小袋谷藤沢線
- 神奈川県道305号江の島線
- 神奈川県道306号藤沢停車場線
- 神奈川県道307号辻堂停車場羽鳥線
- 神奈川県道308号辻堂停車場辻堂線
- 神奈川県道312号田谷藤沢線
- 神奈川県道403号菖蒲沢戸塚線
- 神奈川県道404号遠藤茅ヶ崎線
- 神奈川県道451号藤沢大和自転車道線

### 船舶
- 遊覧船べんてん丸 江の島弁天橋たもとの船着き場[注釈 12]と、江の島南岸の稚児が淵を結ぶ。休日を中心に不定期運航。江の島#定期遊覧船も参照のこと。

また、過去には湘南港を発着する大型船舶の定期海上航路が存在した。
- 江の島―熱海―伊東航路 1963年12月5日就航[77]。日本高速船株式会社[注釈 13]の水中翼船が毎日1往復、江の島から熱海を片道45分で結んでいた[78]。1968年7月31日廃止[77]。
- 横浜―江の島―大島航路 1965年1月24日就航[79]。運航会社は東海汽船。新造旅客船「さくら丸」が充当される。所要時間は片道約3時間。最盛期には年間16万人の輸送実績を上げたものの次第に低迷。1974年1月16日休止、翌1975年廃止[80]。
- 2009年6月26日、東海汽船のジェットフォイル、セブンアイランド虹を藤沢市がチャーターし、臨時便ではあるが大島航路が復活することとなった[80]。これを契機に、以降も年数回のペースで大島・新島便が運航されている。江の島から大島の所要時間は片道約1時間。乗船にあたっては同社が企画・募集するツアー参加が必要となる。

## 名所・旧跡・観光スポット・祭事・催事・スポーツ・その他

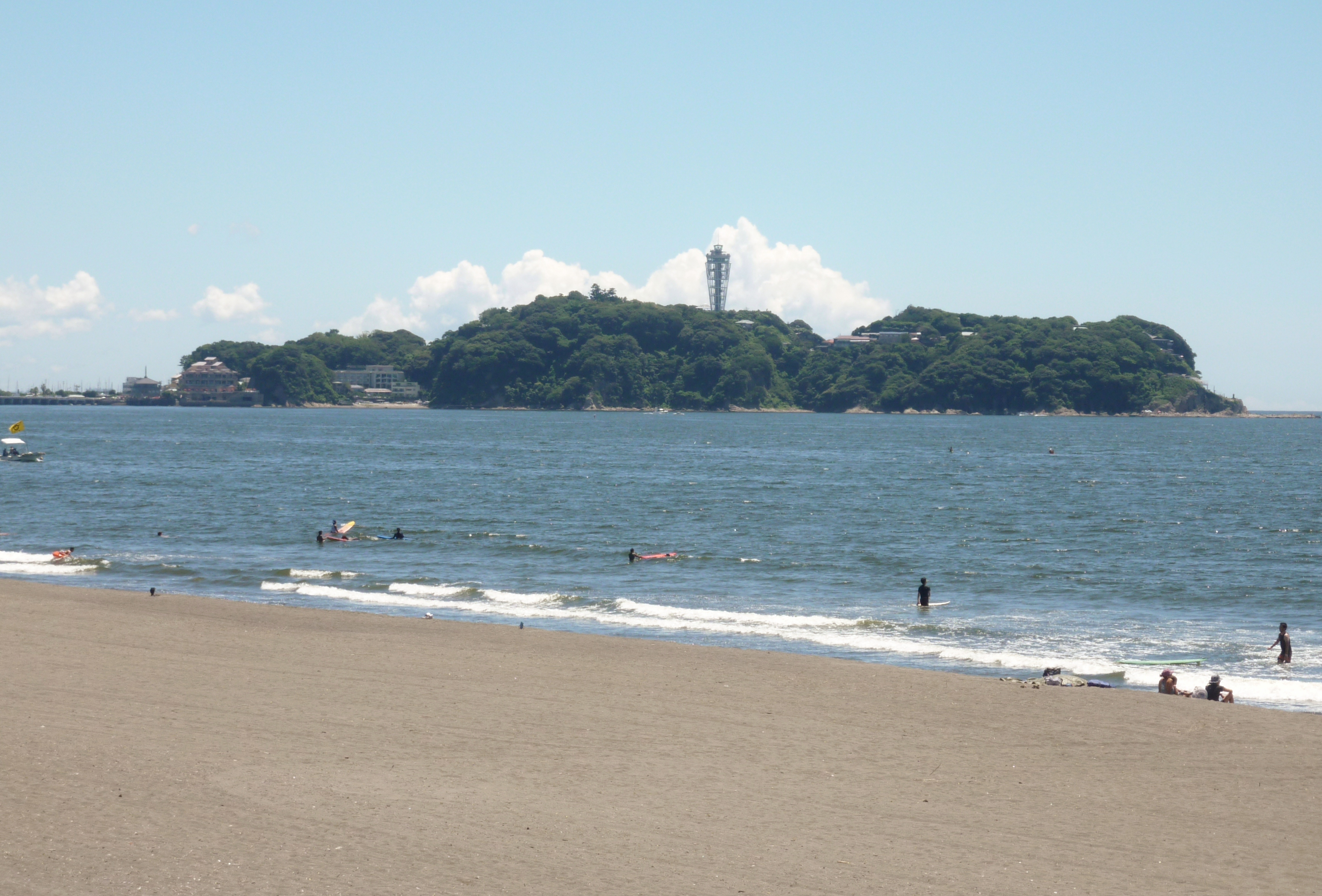
江の島

"湘南"や"江の島"が全国的に有名である。海岸線沿いの国道134号は、とりわけ休日において渋滞が目立つ。
晴れた日の片瀬・鵠沼・辻堂海岸からの眺望は素晴らしく、東から西に城ケ島、三浦半島、江の島、伊豆半島、烏帽子岩、箱根、富士山、湘南平、丹沢・大山が一望できる。（江の島の展望台からはさらに横浜ランドマークタワー、ベイブリッジ、南アルプス、高尾山等の360度の眺望が可能）また、三浦半島・江の島から昇る朝日、箱根・富士山に沈む夕日も美しいことで有名である。

### 名所・旧跡・観光スポット
- 江の島 （神奈川県指定史跡名勝）、かながわの景勝50選（稚児ヶ淵）、かながわの美林50選
  - 江島神社
  - 江の島弁財天
  - 児玉神社
  - サムエル・コッキング苑 - かながわの花の名所100選（ツバキ）、関東三大イルミネーション
- 大庭城址公園 - かながわの花の名所100選（ヤマザクラ）
  - 大庭城
- 村岡城
- 御幣山砦
- 大庭神社
- 皇大神宮
- 白旗神社
- 源義経首洗井戸

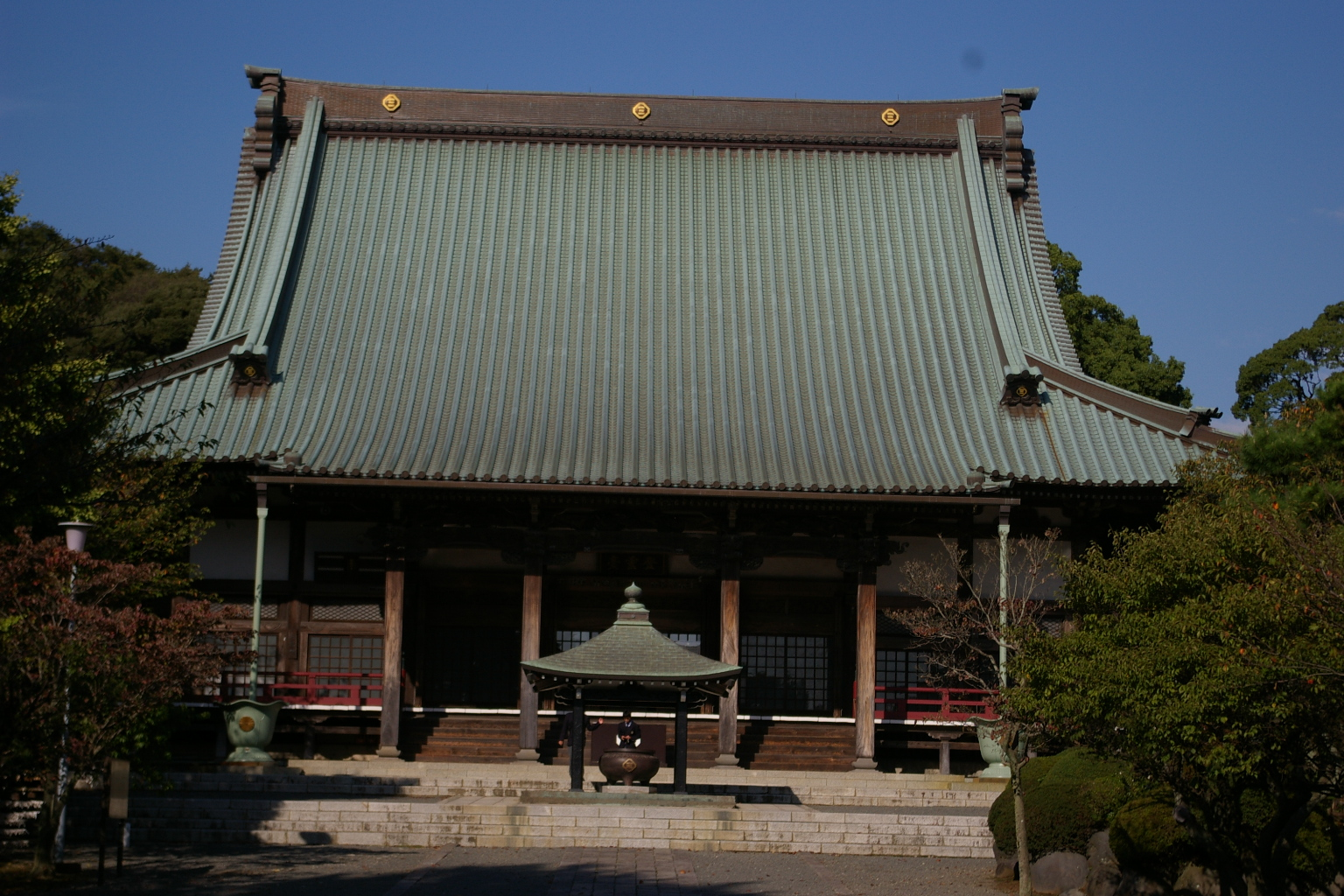
時宗総本山・清浄光寺

- 清浄光寺（遊行寺）- 時宗総本山、登録有形文化財、遊行寺宝物館
- 養命寺 - 薬師如来坐像(国・重要文化財）
- 常光寺 - かながわ名木100選（カヤ）[82]
- 龍口寺 - 龍口刑場跡、かながわの花の名所100選（ツバキ）
- 常立寺 - 枝垂梅で有名
- 聶耳（ニエアル）記念碑
- 旧三觜八郎右衛門家住宅 - 登録有形文化財
- 旧モーガン邸[83]
- 湘南海岸 - かながわの美林50選（マツ林）
  - 片瀬東浜海水浴場
  - 新江ノ島水族館
  - 湘南海岸公園
  - 片瀬西浜・鵠沼海水浴場
  - 鵠沼海岸
  - 湘南海岸・砂浜のみち
  - 辻堂海岸（林古渓作詞 唱歌「浜辺の歌」詞の舞台）
  - 辻堂海浜公園 - ジャンボプール[84]、交通公園[85]、交通展示館[86]
  - 辻堂海水浴場
- 伊勢山緑地（通称 : 伊勢山公園） - かながわの花の名所100選（ソメイヨシノ）
- 大清水境川アジサイロード
- 新林公園 旧小池邸（藤沢市指定文化財）[87]
- 長久保公園都市緑化植物園
- 引地川親水公園
- グリーンハウス（改修工事中、2020年4月再オープン予定）[88]
- 境川サイクリングロード
- ふじさわ宿交流館
- いすゞプラザ - 歴代トラック実車展示を中心とした民営自動車博物館

### 祭事・催事
| 名称                                         | 開催時期（変更の場合あり）      | 備考        |
| -------------------------------------------- | ------------------------------- | ----------- |
| 江の島寒中神輿錬成大会                       | 1月20日前後の日曜日             |             |
| 湘南藤沢市民マラソン                         | 1月下旬の日曜日                 |             |
| 湘南江の島春祭り                             | 3月半ばの土日                   |             |
| 江の島天王祭                                 | 3月半ばの土日                   |             |
| 湘南台七夕まつり                             | 7月初めの7日間                  |             |
| マイアミビーチショー”夏”花火                 | 2022年7月12日、8月19日、8月23日 |             |
| 清浄光寺（遊行寺）遊行の盆                   | 7月末の金土日                   |             |
| 辻堂諏訪神社例大祭                           | 7月26日、27日                   | 人形山車4台 |
| 藤沢江の島 納涼花火                          | 8月                             | 2019年 中止 |
| 皇大神宮例大祭                               | 8月17日                         | 人形山車9台 |
| 片瀬諏訪神社例大祭                           | 8月23日 - 27日                  | 山車5台     |
| 龍口寺法難会式                               | 9月11日 - 13日                  |             |
| 藤沢市民まつり                               | 9月末の土日                     |             |
| ふじさわ江の島花火大会                       | 10月中旬の土曜日                | 2019年 中止 |
| 秋の江の島大道芸まつり・ドラゴンボートレース | 10月20日前後の土日              |             |
| 湘南国際マラソン                             | 11月か12月が多い                |             |

### 伝統芸能
- 西富囃子
- 川名囃子
- 江の島囃子：2001年（平成13年）2月13日に神奈川県の無形民俗文化財に指定された。

### スポーツ
市内に存在するスポーツ施設については、運動施設 および 藤沢市のスポーツを参照。有名選手については出身人物、ゆかりの人物を参照。
- ビーチバレージャパン
- 湘南藤沢市民マラソン
- いすゞ自動車硬式野球部 - 市内に存在した社会人野球の企業チーム。2002年に都市対抗野球を制したが、同年末に活動を休止した。
- 湘南ベルマーレ - Jリーグ所属のプロサッカークラブ。「ベルマーレ平塚」として1994年にJリーグ加盟。1999年まではホームタウンは平塚市単独だったが、新会社に移行した2000年からホームタウンが広域化され、藤沢市もホームタウンとなった。なお、運営会社とスタジアムは平塚市に所在している。
- 湘南ユナイテッドBC - 藤沢市をメインに、近隣である茅ヶ崎市・寒川町とホームタウンとして、2022-23シーズンのB3.LEAGUE参入を目指すプロバスケットボールチーム。
- 東京箱根間往復大学駅伝競走（箱根駅伝） - 往路・第3区間（戸塚中継所-平塚中継所）および復路・第8区間（平塚中継所-戸塚中継所）が、市内の神奈川県道30号戸塚茅ヶ崎線（旧東海道）[注釈 16]をコースとしており、藤沢ポイントとして計測所も設けられている。清浄光寺（遊行寺）東側の坂は遊行寺坂と呼ばれ、復路・第8区間では上りとなり難所として知られている。
- 大相撲藤沢場所 - 春に行われる地方巡業。2019年で通算27回。例年満員御礼となり、相撲協会からも高く評価されている[92]。

## 名誉市民
- 片山哲（第46代内閣総理大臣）
- 降旗徳弥（元松本市長）
- 内山岩太郎（元神奈川県知事）
- 深沢松美（元松本市長）
- 金子小一郎（元藤沢市長）
- 和合正治（元松本市長）
- 片岡球子（日本画家・文化勲章受章者）
- 有賀正（前松本市長）
- 加藤東一（日本画家・文化功労者）
- 田島比呂子（田島博・友禅作家・人間国宝）
- 岡崎洋（前神奈川県知事）
- 葉山峻（元藤沢市長）
- 菅谷昭（松本市長）
- 山本捷雄（元藤沢市長）
- 船村徹（作曲家・文化勲章受章者）
- 吉野彰（工学博士・ノーベル化学賞受賞者）

## 出身人物

### 政治家
- 秦野章（政治家、元法務大臣）
- 葉山峻（元市長、元衆議院議員）
- 平野友輔（衆議院議員）
- 星野剛士（衆議院議員）
- 桜井郁三（前衆議院議員）
- 鈴木恒夫（藤沢市長）

### 財界
- 尾島隆利（食肉業、グリコ相模ハム常務取締役兼屠畜場長、神奈川県屠場協会長）
- 山木利満（元小田急電鉄社長、元日本民営鉄道協会会長）
- 谷口大典（実業家、フリーライター、旅行家）
- 菊池モアナ（起業家・実業家）
- 寺田三郎兵衛[52]（稲元屋、呉服商、神奈川県多額納税者[93]）

### 官界
- 岡本行夫（外交官、元内閣総理大臣補佐官）

### 学者
- 内野吾郎（国文学者、國學院大學名誉教授）
- 林巳奈夫（考古学者）
- 平山洋（倫理学者、思想史研究者）
- 中村研一 (政治学者)

### マスコミ
- 辻岡義堂（日本テレビアナウンサー）
- 久冨慶子（テレビ朝日アナウンサー）
- 鈴江奈々（日本テレビアナウンサー）
- 小菅晴香（フリーアナウンサー、元北海道文化放送アナウンサー）
- 長谷部愛（気象予報士）
- 鈴木翔太（東海テレビアナウンサー）
- 笹村朱里（静岡朝日テレビアナウンサー）

### ジャーナリスト
- 西谷格（フリーライター）

### スポーツ
- 大沢啓二（元プロ野球選手・監督、野球評論家）
- 大沢紀三男（元プロ野球選手・監督）
- 大沢清（元プロ野球選手・監督）
- 小笠原慎之介（プロ野球選手）
- 小笠原智一（プロ野球選手）
- 金子一輝（元プロ野球選手）
- 斉藤宜之（元プロ野球選手）
- 佐藤友亮（元プロ野球選手）
- 佐野川リョウ（元海外リーグプロ野球選手）
- 高橋周平（プロ野球選手）
- 森山孔介（元プロ野球選手）
- 佐々木希（元女子プロ野球選手）
- 藤原里華（プロテニス選手）
- 添田豪（プロテニス選手）
- 諏訪魔 （プロレスラー（全日本プロレス））
- 河上隆一 （プロレスラー（大日本プロレス））
- 上福ゆき （プロレスラー（東京女子プロレス））
- 久保田和樹（元プロボクサー）
- 岡見勇信 （総合格闘家）
- 青木勇人 （プロバスケットボール選手）
- 池住美穂（元女子バスケットボール選手）
- 立石諒（元競泳選手）
- 福森晃斗（プロサッカー選手）（北海道コンサドーレ札幌所属）
- 見木友哉（プロサッカー選手）（ジェフユナイテッド千葉所属）
- 鳥海芳樹（プロサッカー選手）（ヴァンフォーレ甲府所属）
- 石井大生（プロサッカー選手）（湘南ベルマーレ所属）
- 栗原由太（ラグビー選手）（リコーブラックラムズ所属）
- 山田恵里（ソフトボール選手）（アテネ五輪銅メダリスト、北京五輪・東京五輪金メダリスト）

### 文学
- 中里恒子 （小説家、女性初の芥川賞受賞者）
- 芥川耿子（エッセイスト、児童文学作家）
- 遠野遥（小説家、平成生まれ初の芥川賞受賞者)
- 辻堂ゆめ（小説家）

### 芸術・芸能
- 中居正広（元タレント、SMAPの元リーダー）
- 徳山璉（声楽家）
- 麻上洋子（講談師、声優。一龍斎春水）
- 志村幸美（元劇団四季所属女優）
- 白井貴子（シンガーソングライター）
- 吉田聡（漫画家）
- 山下容莉枝（女優、声優）
- 榎本俊二（漫画家）
- チバユウスケ（thee michelle gun elephantボーカル）
- 長崎みなみ（声優）
- 藤井結夏（女優、声優）
- 藤井真世（女優）
- 土屋武士（レーサー）
- 南流石（振付師）
- YOKAN（ミュージシャン、管楽器奏者）
- 港千尋（写真家、作家）
- 高岡早紀（女優）
- 高岡由美子（元モデル）
- SU（RIP SLYME）
- RED RICE（湘南乃風）
- DJ FUMIYA（RIP SLYME）
- 浅田好未（元パイレーツ）
- 森知子（元チェキッ娘）
- 扇愛奈（シンガーソングライター）
- 末永遥（女優）
- 中村真梨花（女流棋士）
- 山嵐（YUYA OGAWA以外のメンバー）
- 北山みつき（演歌歌手）
- 安藤誠之（DREAMPOLICEボーカル）
- 水島大宙（声優）
- 西村麗子（元ミュージカル俳優）
- 大矢剛康（俳優）
- 島津冬樹（段ボールアーティスト）
- 正木慎也（忍者の元メインボーカル）
- 白石隼也（俳優、タレント）
- 今井翼（元タッキー&翼）
- 竹内里紗（映画監督）
- 鳥山雄司（ギタリスト、作曲家）
- 安斉かれん（歌手、女優）
- 金子きょんちぃ（お笑いトリオぱーてぃーちゃん）

## ゆかりの人物

### 皇族
- 秩父宮雍仁親王（鵠沼桜が岡の別邸で薨去。この縁から藤沢市は市立体育館に秩父宮の名を冠す）
- 東久邇宮師正王（市内鵠沼海岸の吉村鉄之助別荘に避暑滞在中、関東大震災に遭難し薨去）

#### 皇族関係
- 小室圭（秋篠宮文仁親王第1女子眞子の夫で、アメリカ・ニューヨーク州の弁護士） - 小室圭本人は横浜市出身だが、父親が藤沢市善行坂出身である。

### 政治家・官僚
- 広田弘毅（政治家、元内閣総理大臣）
- 片山哲（政治家、元内閣総理大臣）
- 藤井裕久（政治家、元財務大臣）
- 水戸将史（参議院議員）
- 中塚一宏（衆議院議員）
- 杉原千畝（官僚、外交官。晩年、藤沢市に住んだ）

### 財界
- 上郎新二（地主、貸地業、神奈川県多額納税者）[93]
- 高瀬弥一（実業家）
- 天野芳太郎（実業家）

### 学者
- 和辻哲郎（哲学者、倫理学者）
- 安倍能成（哲学者）
- 林達夫（思想家、評論家）
- 林巳奈夫（考古学者、林達夫の長男）
- 板倉宏（刑法学者）
- 江口朴郎（歴史学者）
- 松岡静雄（民族学者）
- 大類伸（歴史学者）
- 高木和男（栄養学者 少年期に移住[94]）
- 平野雅章（経営学者）
- 吉野彰（化学者）

### マスコミ
- 扇一平（文化放送アナウンサー）
- 國枝すみれ（毎日新聞社記者）

### スポーツ
- 織田幹雄 - 元陸上選手・日本人初のオリンピック金メダリスト
- 野村収 - 元プロ野球選手
- 杉山愛 - 元プロテニス選手
- 諏訪魔 - プロレスラー
- 福田正博 - 元プロサッカー選手（浦和レッズ）
- 石井美樹 - 女子バレーボール選手
- 高木駿 - プロサッカー選手（大分トリニータ）
- 今井志穂 - 元女子野球選手
- 山田恵里 - 女子ソフトボール選手、金メダリスト
- 都筑有夢路 - 女子サーファー、銅メダリスト
- 本多灯 - 男子競泳選手、銀メダリスト
- 武藤弘樹 - 男子アーチェリー選手、銅メダリスト

### 文学
- 芥川龍之介
- 武者小路実篤
- 内藤千代子（小説家）
- いいだもも（作家、評論家）
- 阿部昭（小説家）
- 今井達夫（小説家）
- 加古里子（絵本作家、児童文学者「かこさとし」）
- 佐江衆一（小説家）「藤沢さんぽみち 藤沢三十六景」執筆
- 内藤千代子（小説家）
- 室伏哲郎（作家、評論家）
- 平井和正（小説家）

### 芸術・芸能
- 赤木圭一郎（映画俳優）
- 芥川比呂志（俳優）
- 芥川也寸志（作曲家）
- 甘糟記子（ファッションモデル）
- 安斎肇（イラストレーター）市内在住[95]
- 杏里 - 初代「ふじさわ観光親善大使」
- 井口小夜子（童謡歌手）
- 磯部俶（作曲家）
- 大島渚（映画監督）
- 大野幹代（元CoCo）
- 風間トオル - 市内在住（俳優・モデル）
- 片岡球子（日本画家）
- 桂文枝 (5代目)（落語家、海軍電測学校に在籍した）
- 菊地信義（装幀家）
- 岸田劉生（洋画家）
- 黒崎義介（童画家）
- 木原実（俳優、声優、気象予報士）
- 小森和子（映画評論家、タレント）
- 小山明子（女優）
- 佐々木壮六（洋画家）市内在住、創作活動
- 菅沼五郎（彫刻家）
- セイン・カミュ（外国人タレント）
- 武田双雲（書道家）市内在住、鵠沼海岸でギャラリーカフェ経営
- 多田武彦（作曲家）
- 田村孝之介（洋画家）
- ちあきなおみ（歌手）
- 土屋昇平 - 市内在住（作曲家）
- 堤剛（チェリスト）
- つるの剛士 - 2008年から市内在住（俳優）※福岡県北九州市生まれ
- 富田京子（元プリンセス・プリンセス）
- 中島誠之助（骨董商・古美術鑑定家）
- 西田ひかる（タレント、女優）
- 根本雄伯（ホルン奏者）
- 林隆三（俳優）
- ビッグ錠（漫画家）
- 福永陽一郎（指揮者）
- 船村徹（作曲家、45年以上在住）
- 真木蔵人 - 藤沢駅近くで「three dice」をプロデュース
- 正木慎也（元忍者）
- 三浦りさ子（ファッションモデル、三浦知良選手夫人）
- 森次晃嗣 - ウルトラセブン モロボシ・ダン役、藤沢市鵠沼海岸でレストランを経営。
- 安田謙一郎（チェリスト）
- 萬屋錦之介（俳優）
- H-MAN（レゲエDJ）
- NANJAMAN（レゲエDJ）
- 片岡嗣実（元パーキッツ）

## 藤沢市を舞台とした作品

### 漫画
注記がないものは連載終了した作品である。
- MFゴースト（しげの秀一作 講談社 週刊ヤングマガジン 連載中）

箱根でのカーレースが中心であるが、主人公とヒロインが片瀬江ノ島駅から帰宅する場面で片瀬海岸在住と判る。第一巻表紙を始め、江の島も頻繁に登場する。
- アイシールド21（稲垣理一郎、村田雄介作 集英社 週刊少年ジャンプ）

江の島付近に本来は存在しない陸上競技場が登場。江の島は実名で登場している。
- 疾風伝説 特攻の拓（佐木飛朗斗、所十三作 講談社 週刊少年マガジン）

作中に登場する「鵠沼南台中学校」のモデルは藤沢市立鵠沼中学校。また、物語の途上で鵠沼、江の島などが舞台として登場している。
- ケンコー全裸系水泳部 ウミショー （はっとりみつる作 講談社 週刊少年マガジン）

作中は神奈川県海猫市となっている。
- 健太やります!（満田拓也作 小学館 週刊少年サンデー）

バレーボールの強豪校として登場する私立誠陵学園高校や藤沢実業高校は「藤沢翔陵高等学校」などがモデルになっている。
- 湘南純愛組!（藤沢とおる作 講談社 週刊少年マガジン）

藤沢市内に本来存在しない「辻堂高校」「江ノ島商業」などが登場。それ以外は藤沢の街並や江の島などの風景が描かれている。
- SLAM DUNK（井上雄彦作 集英社 週刊少年ジャンプ）

作品中に登場する湘北高校は、藤沢市内に実在する「湘南高等学校」(外観は都立武蔵野北高校)、海南大付属高校は「湘南工科大学附属高等学校」がモデルになっている。余談で、陵南高校は藤沢市に隣接している鎌倉市の「神奈川県立鎌倉高等学校」、翔陽高校は同じく隣接の横浜市の「松陽高校」がモデル。
- ノイローゼ・ダンシング（山下ユタカ作 講談社 週刊ヤングマガジン）

神奈川県道312号田谷藤沢線に面した街並や、藤沢駅周辺の風景などが描かれている。
- ピンポン（松本大洋作 小学館 ビッグコミックスピリッツ）

作中に登場する片瀬高校は「七里ガ浜高等学校」がモデルになっている。また、江ノ電と共に江の島近辺の風景が描かれている。
- ホットロード（紡木たく作 集英社 別冊マーガレット）

湘南エリア一帯が舞台で、主人公が鵠沼海岸の近辺に住んでいる。
- 魔法先生ネギま!（赤松健作 講談社 週刊少年マガジン）

小田急片瀬江ノ島駅のパロディ「片瀬白ノ島駅」が登場した。
- みずたまリンドウ(宗我部としのり作（メディアファクトリー『月刊コミックアライブ』）

ヒロインは江ノ島の架空神社の巫女。
- 妖魔の騎士（葉月秋子作（秋田書店『月刊サスペリア』 現『サスペリアミステリー』））

地名は表れないが、作中主人公が走る自宅に近い海岸のモデルは鵠沼海岸と見られ、今はなき東急レストハウスが描かれている。
- ベイビーステップ（勝木光作 講談社 週刊少年マガジン）

作中の登場人物、丸尾栄一郎及び鷹崎奈津の所属する南テニスクラブ（通称STC）は、藤沢市に実在する荏原湘南スポーツセンター（通称荏原SSC）、また2人の通う大杉高校の校舎等は同市にある「藤沢翔陵高等学校」がモデルになっている。
- エリアの騎士（月山可也作 講談社 週刊少年マガジン）

主人公の逢沢駆は、実在はしない江ノ島高校のサッカー部の出身である。
- 江の島ワイキキ食堂（岡井ハルコ作 少年画報社 ねこぱんち）

江島神社辺津宮近くにある架空の食堂が舞台。
- 神様、キサマを殺したい。（松橋犬輔作 集英社 少年ジャンプ+）
- Vet's Egg (ほづみりや作 講談社 月刊アフタヌーン)

日大獣医学科が舞台のモデル。作者は同学科の卒業生。

### アニメ
- BLEACH：「空座町（からくらちょう）」は、藤沢市の位置に存在している。
- ぼくらの 冒頭に登場する島が江ノ島。
- 侵略!?イカ娘 東浜海水浴場、江の島 青銅の鳥居、江ノ島駅、「片瀬東浜」交差点が登場する。
- 陸上防衛隊まおちゃん：防衛隊本部は江ノ島がモデルとなっている。
- 天空のエスカフローネ：作中の現実世界の舞台は大部分が鎌倉市であるが、主人公が学校からの帰宅中に立ち寄った場所として藤沢駅北口が1カット描かれている。
- うた∽かた：舞台は鎌倉市だが、江ノ島を訪れる回がある。
- つり球：江ノ島周辺が舞台。主人公・真田ユキらが江ノ島に住んでおり、隣接する鎌倉市の高校に通っている。
- TARI TARI：江ノ島〜鎌倉周辺が舞台。主人公・坂井和奏が江ノ島の土産物店に住んでおり、隣接する鎌倉市の高校に通っている。
- ベイビーステップ：藤沢市善行が舞台となっている。
- エリアの騎士：江ノ島が舞台となっている。（放送は2012年9月に終了）
- きみの声をとどけたい：概ね江ノ電の江ノ島駅から鎌倉高校前駅にかけての地域をモデルとしている。特に藤沢市内では、龍口寺をモデルにした寺院が物語の重要な施設の一つとして登場する。
- Just Because! : 主人公たちが通う高校は県立深沢高がモデルで、同校は鎌倉市と藤沢市の境界上に位置する。市内の新江ノ島水族館といった有名スポット、市街地、住宅地、田園風景が描かれる。ビックカメラ藤沢店ではタイアップ企画として同店限定の店内放送が実施された。(終了)
- 青春ブタ野郎はバニーガール先輩の夢を見ない : 主に江ノ電沿線が舞台となっており、作中では藤沢駅や江の島でのシーンがある。
- 想星のアクエリオン Myth of Emotions

江の島を舞台に、謎の侵略兵器・神話獣と機械天翅アクエリオンの戦いを描いていている。
藤沢市における映像制作支援制度については湘南藤沢フィルム・コミッションの項を参照。

### ゲーム
- ゴッドイーター：主人公の所属する極東支部の所在地は「旧神奈川県藤沢市」とされている。
- 月の彼方で逢いましょう：鎌倉市とともに主人公の生活圏となる

### ドラマ
- おれは男だ! : 日本テレビ系のテレビドラマで、青葉高校のロケは、藤沢商業高等学校（現:藤沢翔陵高等学校）。
- 青い瞳の聖ライフ : フジテレビ系のテレビドラマ。
- 太陽と海の教室 : フジテレビ系のテレビドラマ[97]。
- とめはねっ! 鈴里高校書道部#テレビドラマ : NHKのテレビドラマ[97]。
- 流れ星 : フジテレビ系のテレビドラマ。
- 終電バイバイ : TBS系のテレビドラマ。登場回は第5話「片瀬江ノ島駅」。
- パーフェクトワールド 2019年：重要デート先として、江ノ島が登場。

### 映画
- むぎめし学園 （1953年）：当時善行に存在した唐池学園の戦災孤児と教師たちの姿を描いた作品。映連データベース
- 出撃 - 1963年（昭和38年）、日活、監督 : 滝沢英輔、出演 : 伊藤孝雄。藤沢飛行場でロケーション撮影[98]。
- 20世紀少年2008年 - 2009年 : 藤沢駅北口周辺でロケーション撮影がされた[97]。
- 陽だまりの彼女（2013年)：主人公たちの出身地が藤沢。江ノ島も登場。
- 未来シャッター（2015年) 高橋和勧 監督 [99]：藤沢市内外を舞台に公共機関、教育機関、地域金融機関、労働組合、企業や商工業事業者、寺院ら多数が撮影に協力し実在の人物も本人役でも登場する。菅原文太が内諾していたナレーションは、宇梶剛士が遺志を引き継いでいる[100][101]。遊行寺74代遊行上人他阿真円、日本大学生物資源科学部、湘南キャンパスの農場、藤沢市観光センター、ワーカーズコープ等。“人間は本来なにを目的にしているのか、などを問う作品”[102]
- パーフェクトワールド 君といる奇跡　2018年：重要デート先として、江ノ島が登場。

### 文学
- 夕焼け少年 : 嵐山光三郎 著。終戦直後の藤沢駅周辺を舞台にした自伝的小説。
- 青春ブタ野郎シリーズ :  鴨志田一 著の小説作品群。後にアニメ化。

### 歌
神奈川県のご当地ソング一覧も合わせ参照
藤沢（江の島・鵠沼・辻堂、江ノ電等）が舞台または描かれた歌
- 真白き富士の根
- 浜辺の歌
- 江の島悲歌（菅原都々子）
- 江の島夜歌（菅原都々子）
- 江の島月夜（菅原都々子）
- 湘南 夏（かぐや姫）
- 江ノ島（サニーデイ・サービス）
- 夏をあきらめて（サザンオールスターズ、研ナオコ）
- 太陽に吠える!!（サザンオールスターズ）
- 夜風のオン・ザ・ビーチ（サザンオールスターズ）
- SEA SIDE WOMAN BLUES（サザンオールスターズ）
- メリージェーンと琢磨仁（サザンオールスターズ）
- 湘南My Love（TUBE）
- はよつけ鎌倉（TUBE）
- Fujisawa Sunlight（TUBE）
- 灼熱らぶ（TUBE）
- 紫陽花のうた（浜田省吾）
- ゆれて湘南（石川秀美）
- ひねくれて藤沢（扇愛奈）ミニアルバム「扇愛奈入ります」内に収録
- 藤沢ルーザー(ASIAN KUNG-FU GENERATION)
- 鵠沼サーフ(ASIAN KUNG-FU GENERATION)
- 江ノ島エスカー(ASIAN KUNG-FU GENERATION)
- シャボン（長山洋子）
- 真夏の鵠沼（「5050」）
- 私の水平線（大光寺圭）
- 長後街道（大光寺圭）
- 藤沢のうた（増田ジゴロウ）
- このまちにうまれて（つじむらゆみこ）
- 好きだけでよかった（つじむらゆみこ）
- 江ノ島オーケン物語（特撮 (バンド)）
- 真夏の屯田兵〜yeah! yeah! yeah!〜（The Mirraz）

## ナンバープレート
藤沢市は、湘南ナンバー（神奈川運輸支局）を割り当てられている。
湘南ナンバー割り当て地域
- 平塚市・藤沢市・茅ヶ崎市・小田原市・秦野市・伊勢原市・南足柄市・高座郡（寒川町）・中郡（大磯町、二宮町）・足柄上郡（大井町、開成町、中井町、松田町、山北町）・足柄下郡（箱根町、真鶴町、湯河原町）

## 市公式マスコット
市公式マスコットとして、2009年、市鳥をモチーフとした「カワセミくん」が登場し、市の刊行物で多用された。その後、命名募集コンテストなどを経て、ふじキュン♡が2015年に登場。交代の経緯は不明。他に、選挙投票率向上キャンペーンに登場する「ひょう太」がいる。